# De goddelijke komedie
De goddelijke komedie (La Divina Commedia) is een allegorisch epos van de Florentijnse dichter Dante Alighieri, geschreven in het eerste kwart van de 14e eeuw (ca. 1307-1321), terwijl hij in ballingschap was van de Florentijnse Republiek. Het behoort tot de erkende meesterwerken van de wereldliteratuur, en tot de grootste culturele prestaties van de middeleeuwen.
Dante beschrijft in de Komedie zijn imaginaire reis door de drie rijken van het hiernamaals: hel, louteringsberg en hemel. Hij is zowel auctor (auteur) als actor (acteur) in zijn eigen gedicht, dat lange tijd Il Dante genoemd werd. Hij werd op zijn reis vergezeld door de dichter Vergilius tot aan de hemelpoort van waaraf Beatrice hem verder zal gidsen tot voor God.
Aanvankelijk noemde Dante zijn magnum opus in een brief aan Cangrande della Scala simpelweg Comedia; het was Boccaccio die het in 1360 zijn huidige eretitel gaf, maar die werd in de twee eeuwen die daarop volgden nooit gebruikt. De titel Divina Commedia werd voor het eerst gebruikt bij een publicatie in 1555 door de drukker Gabriele Giolito de’Ferrari, die in Venetië in opdracht van Ludovico Dolce een uitgave van het werk drukte. De opeenvolging van de drie delen, Inferno (Hel), Purgatorio (Louteringsberg) en Paradiso (Paradijs), van diepe ellende tot het hemels paradijs, illustreert de definitie die Dante zelf aan het woord comedia gaf, een komedie als een verhaal dat goed afliep, in tegenstelling tot een tragedie.

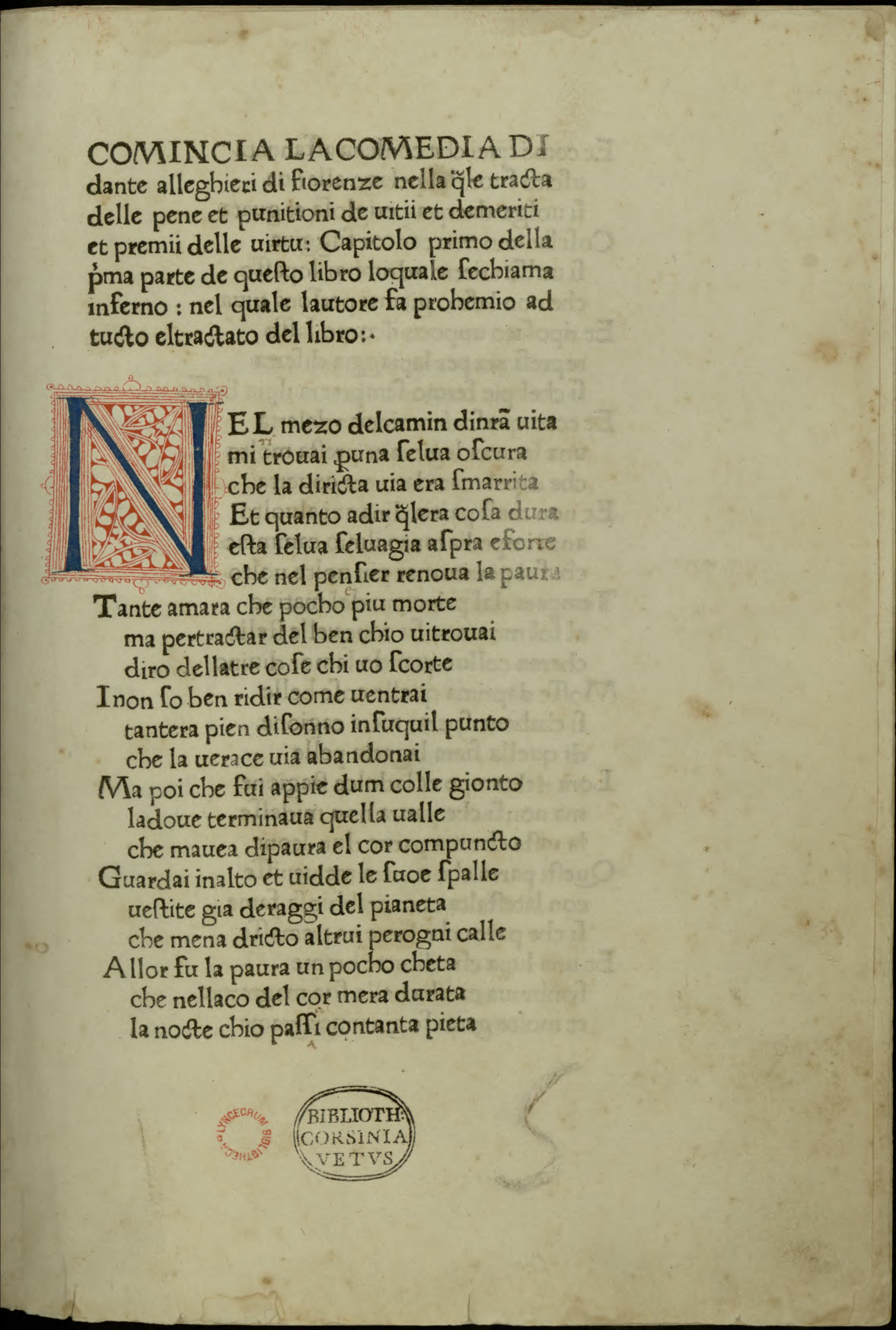
Eerste bladzijde van de eerste druk in april 1472 door Johann Neumeister, gedrukt in Foligno.

## Achtergrond
Kunsthistorici plaatsen Dante met beide voeten in de middeleeuwen en zijn Goddelijke komedie is daar de mooiste illustratie van. Het werk getuigt van een diepchristelijke levenshouding die gericht was op het hiernamaals en doordrongen van de heilsgedachte: de verlossing van de mensheid uit de zonde door de kruisdood van Christus. Tijdens zijn opleiding had hij uiteraard kennis gemaakt met een aantal van de klassieke schrijvers en hij leefde in de nadagen van de kruistochten, de tijd dat veel Helleense ideeën uit de Moslimwereld weer Europa bereikten. Er was dus heel wat aan het veranderen in Italië in het algemeen en in Florence in het bijzonder. Dante toonde weliswaar zijn sterke voorkeur voor klassieke schrijvers en filosofen, maar zijn kennis van de klassieken was vrij beperkt. Hij kende weinig van de Romeinse geschiedenis en zijn concept van historie was eerder theologisch. Dante was dus geen renaissancedichter maar hij kan wel gezien worden als een voorbode van de renaissance, zo zijn de zielen die hij ontmoet op zijn reis duidelijke individuen en geen archetypen zoals in de overige literatuur uit zijn tijd, en de belangrijkheid van het individu is een van de verworvenheden van de renaissance.

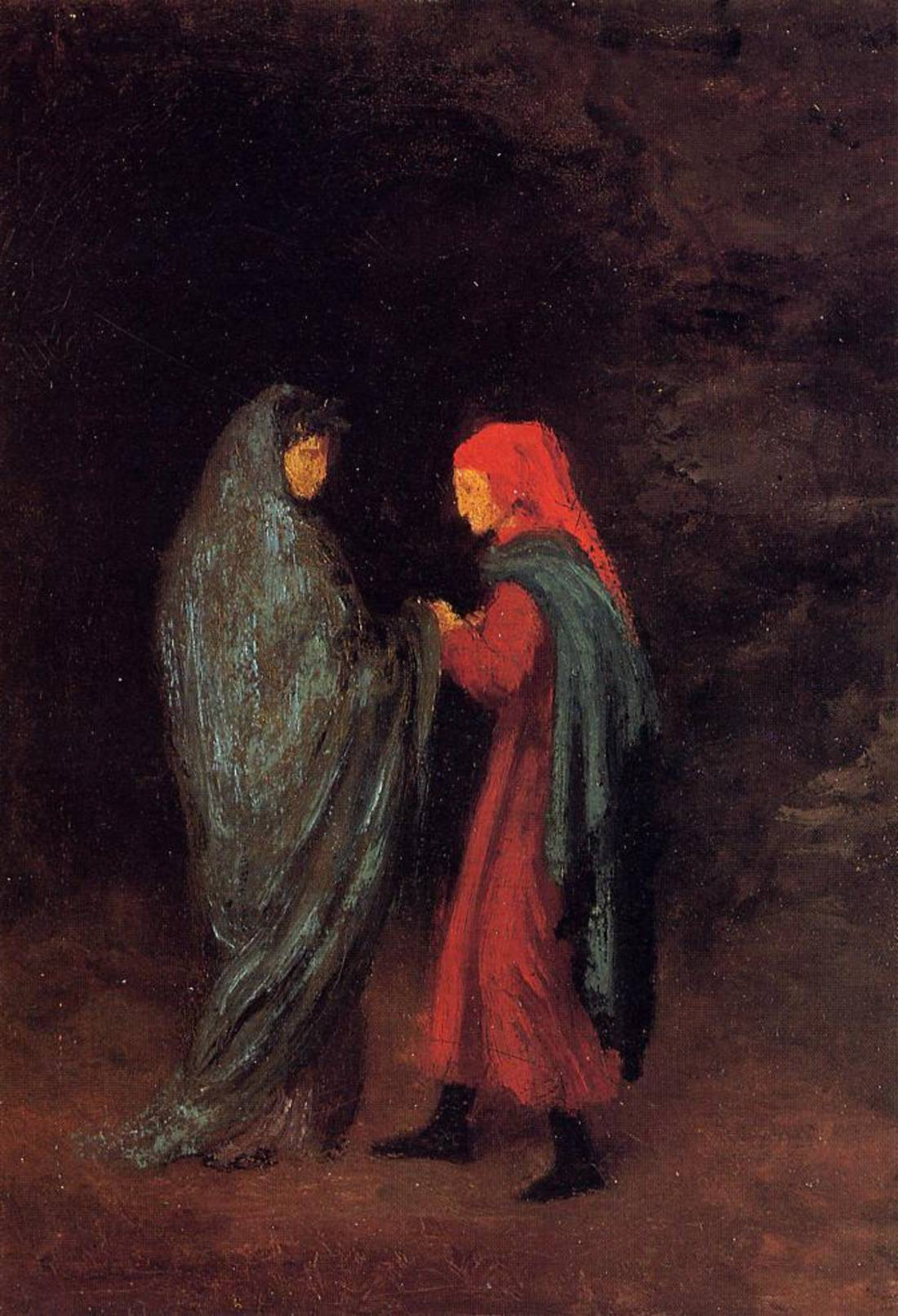
Edgar Degas, 1857-1858, Dante en Vergilius aan de ingang van het Inferno

### Culturele achtergrond

#### Poëzie in Italië in de dertiende eeuw
In Dantes tijd was het gebruik van de volkstaal in de literatuur en de poëzie stilaan op gang gekomen en er werd vrij levendig gedebatteerd over hoe Italiaanse poëzie er moest uitzien. Een eerste dichtersschool had zich ontwikkeld aan het hof van Frederik II op Sicilië, de Siciliaanse school (Scuola Poetica Siciliana), met als voornaamste vertegenwoordiger Giacomo da Lentini. De stijl van de Siciliaanse school werd naar Toscane gebracht door Guittone d'Arezzo. Guittone was de figuur die de overgang van de lyrische aristocratische Provençaalse poëzie, waarop de Siciliaanse school was gebaseerd, naar het milieu van burgerlijke handelaars en financiers bewerkstelligde. Ook al waren Dantes eerste werken in de stijl van Guittone, toch zou Dante later de stijl van Guittone fel bekritiseren vanwege diens excessieve retoriek en zijn weinig hoogstaande taal. Hij vond de stijl plebejisch.
De Siciliaanse school werd in Toscane voortgezet door een aantal dichters zoals Guido Guinizzelli (?1230-1276) en Guido Cavalcanti (?1259-1300) die de stijl van de hoofse liefde van de Occitaanse troubadours en de Siciliaanse school introduceren in het Toscaans, maar de liefde die bezongen wordt door de Toscanen is de hooggestemde platonische liefde, filosofisch onderbouwd. Deze nieuwe stijl werd door Dante de dolce stil novo genoemd.

#### Taal
De Komedie is geschreven in het vernaculair, meer specifiek, in het Florentijnse dialect, en is daarmee een van de eerste grote werken in de Italiaanse volkstaal; in Dantes tijd werd nog meestal het Latijn gebruikt als schrijftaal. Maar de discussie over de Italiaanse standaardtaal kwam pas goed op gang bij het begin van de zestiende eeuw, dus bijna 200 jaar na het overlijden van Dante. Er waren voorstanders van de lijn die Dante had verdedigd in zijn De Vulgari Eloquentia zoals Giangiorgio Tressino, maar de meeste invloed ging uit van Pietro Bembo die in zijn Prose della volgar lingua, gepubliceerd in 1525 pleitte voor het Florentijnse dialect zoals het gebruikt werd door Petrarca in zijn poëzie en door Boccaccio in zijn proza. Dantes taal was voor Bembo te excessief en extreem en niet 'hoofs' genoeg.
Dante schrijft in de Divina Commedia dat hij zijn stijl aan Vergilius dankt (Inferno (Hel) vers 85 canto I):
(Virgilio) Tu se' lo mio maestro e 'l mio autore, / tu se' solo colui da cu'io tolsi / lo bello stilo che m'ha fatto onore
(Vertaling: (Vergilius) Jij bent mijn meester en mijn schrijver / alleen van jou nam ik over / de mooie stijl die me beroemd maakte)

#### Visuele kunsten
De tijd van Dante kende ook een aantal belangrijke ontwikkelingen op het domein van de visuele kunsten. Zowel in de schilder- als in de beeldhouwkunst zien we het ontstaan van het realisme en de nieuwe benadering van de menselijke figuur. Schilders zoals Giotto gaan door hun aandacht voor beweging en uitdrukking de individuele persoonlijkheid en identiteit trachten weer te geven. Ook in de Commedia vinden we die realistische strekking terug. In de werken van Dantes tijdgenoten zien we een ommekeer in de westerse kunst die uiteindelijk zal leiden tot de renaissance, Giotto wordt hierin algemeen als een sleutelfiguur gezien. Giotto en Dante kenden elkaar overigens persoonlijk en ze hebben elkaar waarschijnlijk ontmoet in Padua tijdens de werken aan de Cappella degli Scrovegni.

#### Het intellectuele leven in Dantes tijd
Het intellectuele leven in de dertiende en veertiende eeuw in Europa werd grotendeels beheerst door de verspreiding van de eerste Latijnse vertalingen van de werken van Aristoteles en de commentaren daarop door de grote islamitische filosofen zoals Avicenna en Averroes. De invloed van de Griekse filosoof op het westerse denken is van zeer grote invloed geweest. Zijn werken gaven een verklaring voor de werking van de natuur en de menselijke natuur zonder beroep te doen op de theologie of op een goddelijk wezen. Het is dan ook de periode waarin christelijke geleerden en filosofen zoals Albertus Magnus en zijn leerling Thomas van Aquino naast nog vele anderen de filosofie van Aristoteles trachten te verzoenen en in lijn te brengen met het christelijke geloof. Tot dan toe was de christelijke leer vooral gebaseerd geweest op de leer van de kerkvaders en hun ideeën dat alles was geschapen en in stand werd gehouden door een goddelijke daad van liefde. Het bekend worden van het werk van Aristoteles veranderde daar niet veel aan op korte termijn, maar in de theologische debatten van Dantes tijd werd wel meer en meer de nadruk gelegd op de menselijke rede die in staat was de wereld te begrijpen zonder beroep te doen op de openbaring. De Commedia is in vele opzichten te interpreteren als Dantes bijdrage aan deze debatten.

#### Islam
Tijdens Dantes leven raakte kennis van islamitische denkbeelden verspreid in Europa vanuit twee grote centra: eerst via het hof van Alfons X van Castilië in Toledo en dan via dat van Frederik II van Sicilië in Palermo. Lange tijd nam men aan dat dit geen invloed had op de diepchristelijke Komedie, die Mohammed en Ali als schismatische figuren door klievende wonden laat kwellen.
Hoewel gelijkenissen met moslimgeschriften – in het bijzonder de Nachtreis van Mohammed – al eerder waren opgemerkt, was de grote oriëntalist Miguel Asin y Palacios in 1919 de eerste om dit systematisch te behandelen. Dantisti negeerden zijn theorie omdat ze geen plausibele bron zagen waarlangs Dante kennis kon hebben gekregen van die traditie. Daar kwam verandering in toen Ugo Monneret de Villard in een notitie wees op het bestaan van twee middeleeuwse manuscripten met de Franse en Latijnse vertalingen van het Boek van Mohammeds Ladder. Dit spoor werd in 1949 verkend door Enrico Cerulli en José Muñoz Sendino, die Dantes leermeester Brunetto Latini aanwezen als verbindende schakel. Sindsdien is een debat losgebarsten over de draagwijdte van deze islamitische invloed. Verschillende motieven en thema's uit het boek komen nergens voor in de christelijke traditie van hiernamaalsreizen: de hiërarchie van hemelen en hellecirkels, de gids die niet mee kan in het paradijs, de contrapasso (tegengestelde straf)... Bovendien zijn in heel wat passages formele en tekstuele overeenkomsten aan te wijzen. De islamitische achtergrond is dus aanwezig in de Goddelijke Komedie, als een van de invloeden in het complexe bouwsel. Maar Dante plaatst Mohammed diep in de hel (canto 27-28, zie verder). De historica María Rosa Menocal sprak over een haat-liefdeverhouding van Dante tegenover de Arabisch-islamitische cultuur, die hij verwerkte zonder zijn fascinatie aan het publiek te laten blijken.

### Politieke achtergrond
Sedert het verbod op de lekeninvestituur door paus Gregorius VII, de vroegere bisschop Hildebrandt van Florence, ontstond het conflict tussen de koningen en keizers van het Heilige Roomse Rijk en de paus van Rome, de zogenaamde Investituurstrijd. Hieruit ontstond in de late middeleeuwen de politieke stroming van de Ghibellijnen, die zich tegen de wereldlijke macht van de paus keerden. De Ghibellijnen waren aanhangers van de Rooms-Duitse keizer en de gezworen tegenstanders van de Welfen, een stroming die ontstaan was rondom de tegenkeizer Otto IV, uit de familie der Welfen, die door paus Innocentius III was aangesteld als vervanger van Frederik II. De rijke steden Florence en Lucca kozen voor de Welfen. Hun eeuwige rivalen, Siena, Pisa en Pistoia kozen voor de Ghibellijnen. Binnen deze steden was het meestal afhankelijk van je afkomst of je Welfisch of Ghibellijns was.
In 1289 waren de Ghibellijnen in Florence definitief verslagen en hadden de Welfen de politieke macht gegrepen. Dante, een aanhanger van de Welfen, heeft in de politiek van zijn vaderstad een belangrijke rol gespeeld. In 1293 werden de oude patriciërsfamilies door Giano Della Bella uitgesloten van officiële functies. Om nog een functie in de regering van de stad te kunnen bekleden, moest men lid zijn van een van de gilden. Dante sloot zich aan bij de Arte dei Medici e Speziali, een gilde van artsen en apothekers in Florence, waar ook veel kunstenaars toe behoorden. Hij werd verscheidene keren op diplomatieke missie gestuurd en in 1300 was hij van 15 juni tot 15 augustus prior, lid van het stadsbestuur. De Welfen in Florence splitsen zich na de slag bij Campaldino in 1289 in twee facties, de Witte en de Zwarte Welfen. De oorsprong van deze splitsing was een vete tussen twee Florentijnse families, de Zwarten steunden de aristocraat Corso Donati, de Witten de bankier Vieri dei Cherci. De Witte Welfen leunden aan bij het volk, Dante zelf behoorde tot de Witte Welfen, de Zwarte Welfen kwamen uit de opperklasse van aristocratie, rijke landeigenaars, handelaars en financiers hoewel die achtergrond zeer snel minder belangrijk werd. Uiteindelijk was vooral de steun aan de paus en aan het Angevijnse huis het belangrijkste ideologische twistpunt.
Op 27 januari 1302 werd Dante door de Zwarte Welfen, nadat zij de macht gegrepen hadden, bij verstek veroordeeld tot verbanning uit Florence. Hij was op dat ogenblik in Rome en maakte deel uit van een delegatie die in de herfst van 1301 paus Bonifatius VIII ertoe wou bewegen Karel van Valois van een inval in Florence te doen afzien, blijkbaar zonder er rekening mee te houden dat het Bonifatius geweest was die de machtsgreep van de Zwarte tegen de Witte Welfen in 1301 georganiseerd had. Inmiddels was Karel van Valois trouwens op 1 november Florence binnengetrokken en zeer warm onthaald door de Witte Welfen. Twee van de drie delegatieleden mochten terugkeren naar Florence, maar Dante moest in Rome blijven. Men is niet zeker of hij nog in Rome was of op terugweg naar huis op het ogenblik dat zijn veroordeling werd uitgesproken.
Hij zou zijn geboortestad nooit meer terug zien en schreef De goddelijke komedie in ballingschap, waarschijnlijk tussen 1308 en zijn dood in 1321.
Het grote aantal "actuele" verwijzingen dat Dante in zijn boek gebruikt is dan ook niet verwonderlijk. Politieke tegenstanders van Dante, de pausgezinde Ghibellijnen en Zwarte Welfen, die verantwoordelijk waren voor zijn verbanning in 1302, worden doorgaans in de hel geplaatst. Sommige Witte Welfen, familieleden en vrienden van Dante, worden in de hemel geplaatst. (Dante was echter eerlijk genoeg om medestanders die hij als zondaars beschouwde, ook in de hel te plaatsen.) Het is daarom onmogelijk de Divina Commedia niet ook als een politiek pamflet te lezen dat culmineert in de plaatsing van Bonifatius VIII in een van de laagste kringen van de hel.

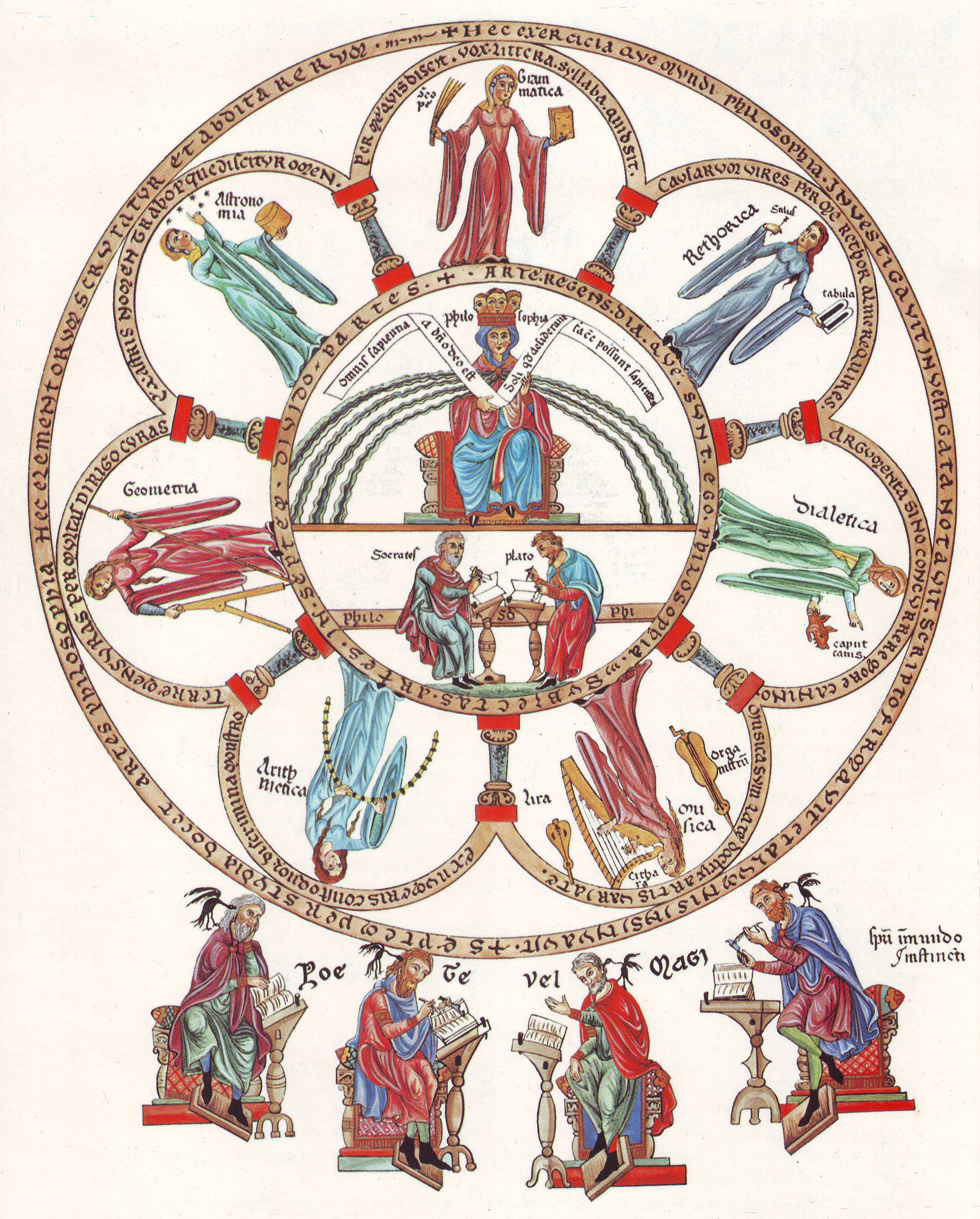
Wetenschap in de middeleeuwen: de zeven vrije kunsten, Hortus Deliciarum, Herrad von Landsberg, ca.1180

### Wetenschappelijke achtergrond
Naast het verhaal, en de allegorische betekenis ervan, spreidde Dante Alighieri ook zijn wetenschappelijke kennis tentoon. Men moet wetenschappelijk dan uiteraard begrijpen in zijn middeleeuwse betekenis. Maar ook al kwamen de wetenschappen uitgebreid aan bod in de Commedia is het vooral in het Convivio dat Dante zijn wetenschappelijke kennis toont.
Over de opleiding van Dante is weinig concreets geweten. Naar alle waarschijnlijkheid kreeg hij zijn basisopleiding, lezen, schrijven en Latijn, in het begin van de jaren 1270 bij een van de doctores puerorum in Florence. Volgens Petrocchi kan men volgend op deze basisscholing drie fasen onderscheiden in de ontwikkeling van Dante. De studie van de grammatica en de retorica in de periode van 1275-1286, misschien onder de leiding van Brunetto Latini. Daarna, van 1287 tot 1290 ging de dichter zich toeleggen op de filosofie en de letterkunde. Uit die periode dateert zijn vriendschap met Guido Cavalcanti en maakte hij kennis met de poëzie van Guido Guinizzelli en de Dolce stil novo. In de jaren 1291-1294 à 1295, na de dood van Beatrice, hield Dante zich voornamelijk bezig met de studie van de theologie en de filosofie. Hij schreef zelf dat hij toen Boëthius en Cicero las en dat hij het Franciscaanse studium generale bij de Santa Croce en het Dominicaanse studium aan de Santa Maria Novella bezocht, waar hij zich toelegde op de studie van Bonaventura, Aristoteles, Augustinus, Thomas van Aquino en Albertus Magnus en kennis maakte met de scholastiek en het Averroïsme. Er is geen documentair bewijs dat hij ergens aan een universiteit gestudeerd zou hebben, ook al wordt dat beweerd door de Universiteit van Bologna.
Net zoals vandaag werd in de tijd van Dante gediscussieerd over de verhouding tussen geloof en wetenschap, maar men vertrok van een tegengestelde premisse: het geloof was de hoogste bron van waarheid en de wetenschap of de rede kon een rol spelen om het geloof te begrijpen en te verklaren. Anselmus van Canterbury was een van de belangrijke verdedigers van deze stelling en wordt beschouwd als de grondlegger van de scholastiek. Een van de belangrijkste theologen die deze strekking vertegenwoordigden was Thomas van Aquino, een van de grote inspiratiebronnen van Dante bij het schrijven van zijn Divina Commedia. Een opmerkelijk detail is de aanwezigheid van Siger van Brabant in de hemel van de zon. Siger of Zeger was een van de bekendste averroïstische filosofen en werd veroordeeld voor ketterij. Fréderic Ozanam noemde Dantes werk “filosofie verwoord in de meest melodieuze taal van Europa”. Maar naast de theologie komen ook de andere wetenschappen uit het trivium en quadrivium aan bod.
Zijn kennis van de astronomie en in het bijzonder van de beweging van de zon, werd door Dante geëtaleerd in zijn werk Convivio, hfdst. III. Hij introduceerde eerst de theorieën van Pythagoras, Plato en Aristoteles, waarbij hij stelde dat de laatste het probleem definitief had opgelost. Hij ging dus uit van de aarde als het middelpunt van het universum en verklaarde dan de bewegingen van de zon rond de aarde en hun gevolgen zoals de seizoenen en de verschillen in daglengte. Hij verwijst naar deze kennis op meer dan honderd plaatsen in zijn Commedia.
In de geografische opvattingen van Dante vinden we een synthese van de theoretische veronderstellingen waarop de middeleeuwse mappaemundi waren gebaseerd, die enerzijds ideologische doelstellingen hadden en anderzijds empirische geografie toonden gebaseerd op de Geographika van Strabo. Maar zijn kennis van de geografie van Italië toont aan dat hij vertrouwd was met de wetenschappelijk verantwoorde portolaan kaarten van het einde van de dertiende eeuw. In de Commedia vindt men talrijke verwijzingen naar de geografie van Italië, maar ook de grote wereldstromen worden correct gelokaliseerd. Zelfs de tijdzones zijn vrij correct aangegeven zoals in de Purgatorio waar de dichter zegt dat het nacht is op de Ganges, avondschemering over Jeruzalem en zonsopgang boven de louteringsberg (op het zuidelijk halfrond).
Ook de fysica komt aan bod in Dantes werk. Het bevat talrijke observaties van natuurverschijnselen die met de nauwkeurigheid van een wetenschapper worden waargenomen en beschreven. In het laatste deel, Paradiso, beschrijft hij zelfs een experiment, voorgesteld door Beatrice, met de weerkaatsing van een lichtbron in drie spiegels, in de discussie over de verklaring van de vlekken op de maan.
Neem eens drie spiegels en houd twee van deze 97
op eender afstand; en de derde, iets verder,
hervinde uw ogen tussen beide de eerste.
Kijk nu naar alle drie, en laat 'n luchter 100
ontsteken achter u, waarvan de stralen,
weerkaatst door 't drietal spiegels, tot u komen.
Ofschoon het licht-beeld, 't verst van u verwijderd, 103
zo groot niet is als dat in d’andre spiegels,
zal u zijn glans toch juist dezelfde blijken.
Waarschijnlijk heeft Dante dit experiment werkelijk uitgevoerd en zijn conclusies zijn verrassend genoeg correct: de helderheid van de drie spiegelbeelden is onafhankelijk van de afstand, maar de verste spiegel kaatst minder licht terug omdat het beeld kleiner is.
Ook de muziek maakte deel uit van Dantes basiskennis. Op de louteringsberg en in het paradijs maken zingen en koorzang deel uit van de geschetste atmosfeer. In de hel werd natuurlijk niet gezongen. Studie van de twee canzone’s leverde een lijst van achttien liturgische gezangen op voor het purgatorium en elf voor het paradijs. Dante beperkt zich trouwens niet tot het citeren van titels, maar refereert ook naar details betreffende de uitvoering van de gezangen, er is zelfs een referentie naar een polyfone uitvoering. De gezangen door Dante aangegeven zijn zowel antifonen, psalmen en hymnen uit het koorgebed als gezangen uit de liturgie van de misviering.

## Structuur

### Getallensymboliek, versvorm, metrum en rijm
Om zijn gedicht vorm te geven gebruikte Dante de christelijke getallensymboliek, die in de middeleeuwen de volmaaktheid van Gods schepping van de kosmos uitdrukte. Dante paste de getallen drie en tien en hun veelvouden en machten toe. Het getal drie stond symbool voor de Drievuldigheid en tien voor de volmaaktheid.
De Komedie is een epos in drie delen, getiteld Inferno (Hel), Purgatorio (Louteringsberg of Vagevuur) en Paradiso (Paradijs). Elk deel bevat 33 canti (zangen), van elk ongeveer 100 terzinen (drieregelige strofen). Daarnaast is er een inleidend canto bij Inferno, waarmee het totale aantal zangen op 100 komt. De 33 canti per deel verwijzen naar de leeftijd van 33 jaar waarop Christus stierf. Elke canto bestaat uit ongeveer 1000 woorden wat het totaal op iets meer dan 100.000 woorden brengt.
Ook op de kleine schaal werd gebruikgemaakt van die getallen. Het ganse werk is geschreven in terzines (strofen van drie regels, meestal van elf lettergrepen (een endekasyllabisch metrum) met jamben, dus in principe ook 33 lettergrepen in een strofe. Maar vaak zijn er meer lettergrepen in een regel (twaalf, regel 2). Bijvoorbeeld het begin, met ¯ voor een klemtoon (vet aangegeven) en ˘ voor geen klemtoon op een lettergreep.
Nel mezzo del cammin di nostra vita (regel 1, elf lettergrepen)
˘ ¯ ˘ ˘ ˘ ¯ ˘ ¯ ˘ ¯ ˘
mi ritrovai per una selva oscura (regel 2, twaalf lettergrepen)
˘ ˘ ˘ ¯ ˘ ¯ ˘ ¯ ˘ ˘ ¯ ˘
ché la diritta via era smarrita. (regel 3, elf lettergrepen)
˘ ˘ ˘ ¯ ˘ ¯ ˘ ¯ ˘ ¯ ˘
Het rijm is een inventief soort gekruist rijm. De eerste en derde regel van elk vers rijmen op elkaar; de tweede regel rijmt op de eerste en derde regel van de volgende terzine. Het rijmschema wordt dus ABA BCB CDC... enz. Een voorbeeld met Nederlandse vertaling:
(Inferno 1, 1-12)
Nel mezzo del cammin di nostra vita (A)
mi ritrovai per una selva oscura (B)
ché la diritta via era smarrita. (A)
Ahi quanto a dir qual era è cosa dura (B)
esta selva selvaggia e aspra e forte (C)
che nel pensier rinova la paura! (B)
Tant'è amara che poco è più morte (C)
ma per trattar del ben ch'i' vi trovai, (D)
dirò de l'altre cose ch'i' v'ho scorte. (C)
Io non so ben ridir com'i' v'intrai, (D)
tant'era pien di sonno a quel punto (E)
che la verace via abbandonai. (D)
(Vertaling door Jules Grandgagnage)
Halverwege onze levensreis
bevond ik me in een somber woud,
want ik was afgedwaald van het rechte pad.
Ach, hoe zwaar valt het me te zeggen
hoe het was, dit ruwe en machtige woud
waarvan de heugenis mijn angst weer voedt!
Het was zo bitter, schier aan de dood gelijk
doch wegens 't goede dat ik trof
zal ik ook daarover spreken.
Ik weet niet meer hoe ik daar kwam:
zo vol van slaap was ik
toen ik de ware weg verliet.
Víta (1) rijmt op smarríta (3), oscúra (2) op dúra (4) en paúra (6). Fórte rijmt weer op de laatste woorden van verzen 7 en 9, enz. Elke strofe bestaat uit 3 lijnen en het rijm is vrouwelijk of slepend, wat resulteert in een vers van 11 lettergrepen en terzines van 33 lettergrepen. Elke cantica (hel, louteringsberg, hemel) bevat dus evenveel canti als een terzine lettergrepen. De Nederlandse vertaling van Cialona en Verstegen heeft hetzelfde kettingrijm in de terzine, maar het rijm is niet (altijd) slepend.

### Kosmologie

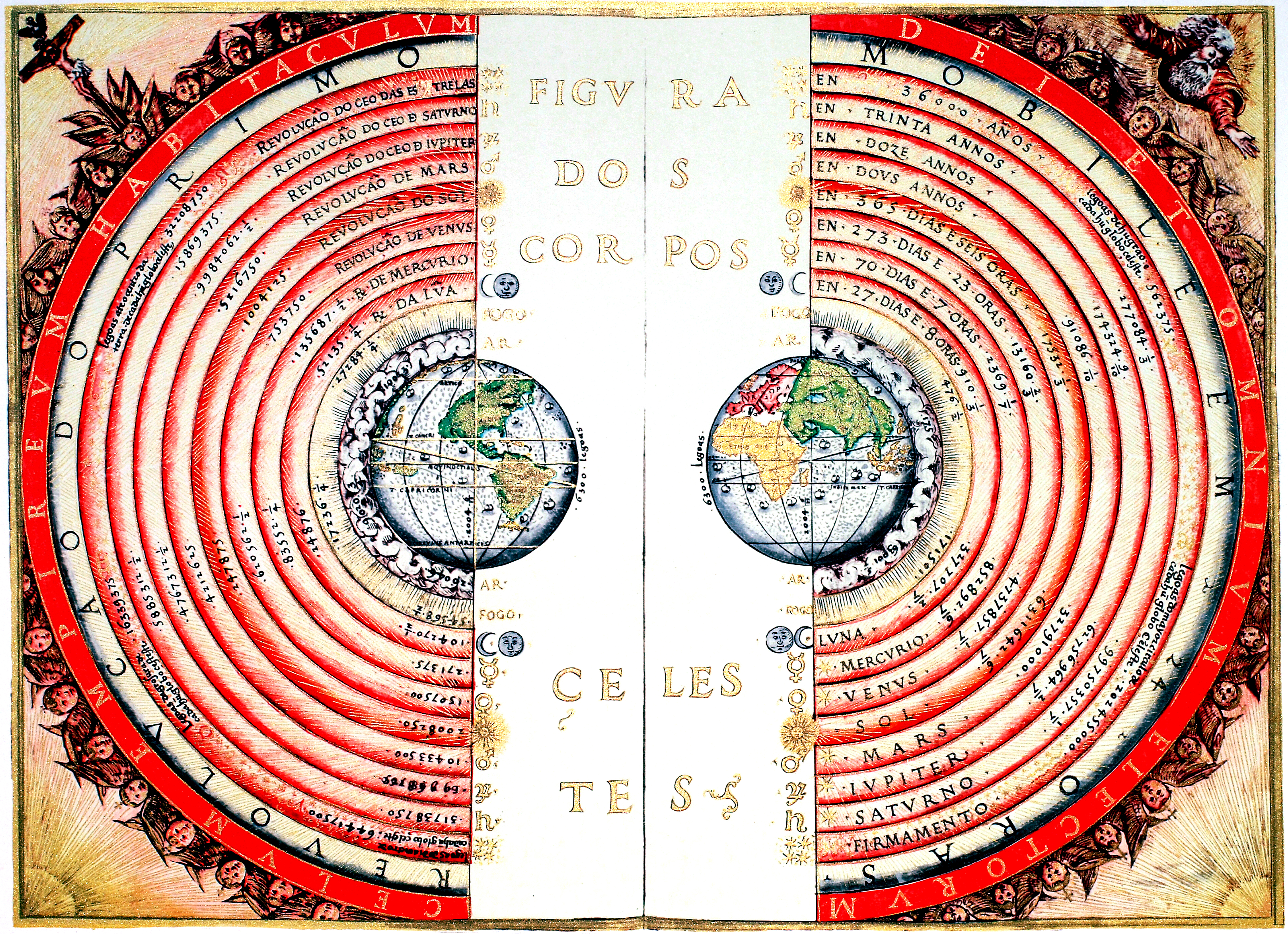
Het geocentrische wereldbeeld in De goddelijke komedie, circa 1568, Bibliothèque nationale de France

In het geocentrische, ptolemeïsche wereldbeeld van de Komedie is de aarde bolvormig waarbij één halfrond bewoond is en het andere bijna volledig bestaat uit zee. Jeruzalem is het middelpunt van het bewoonde halfrond. Het kosmologische model van Claudius Ptolemaeus is een verfijning van het model van Aristoteles waarnaar Dante zelf verwees in zijn Convivio hoofdstuk III. Maar toch leunt het kosmologisch model van de Goddelijke Komedie meer aan bij het model van Aristoteles dan bij dat beschreven in de Almagest van Ptolemaeus. Voor de nummering van de hemelsferen gebruikt hij dan weer het model van Ptolemaeus.
Binnen in de aarde, precies onder Jeruzalem, bevindt zich de hel: een trechtervormige put die steil afloopt tot het middelpunt van de aarde, ontstaan toen God de opstandige engel Lucifer uit de hemel smeet. Dit alles moet hebben plaatsgevonden voor de schepping van de mens. Lucifer belandde precies midden in de aarde en is dus in feite het centrum van het universum. De symboliek die hierin schuilt, is dat Lucifer het meest aardse wezen in het heelal is, en het verst verwijderd van de hemel. Het is een sombere, donkere plaats, vervuld van wanhoop en dreiging. Het klimaat is er erg onvriendelijk en het weer wordt bepaald door stormen, wind en regen, extreme hitte en kou, hagel, sneeuw, vuurregens en verstikkende dampen. De hel bestaat uit een voorportaal en negen hellekringen. De bovenhel, de eerste vijf kringen, herbergt de relatief minder zware zondaars. In de benedenhel die bestaat uit de laatste vier kringen worden de mensen gestraft die niet uit zwakheid of onbeheerstheid zondigden, maar uit boosaardigheid.

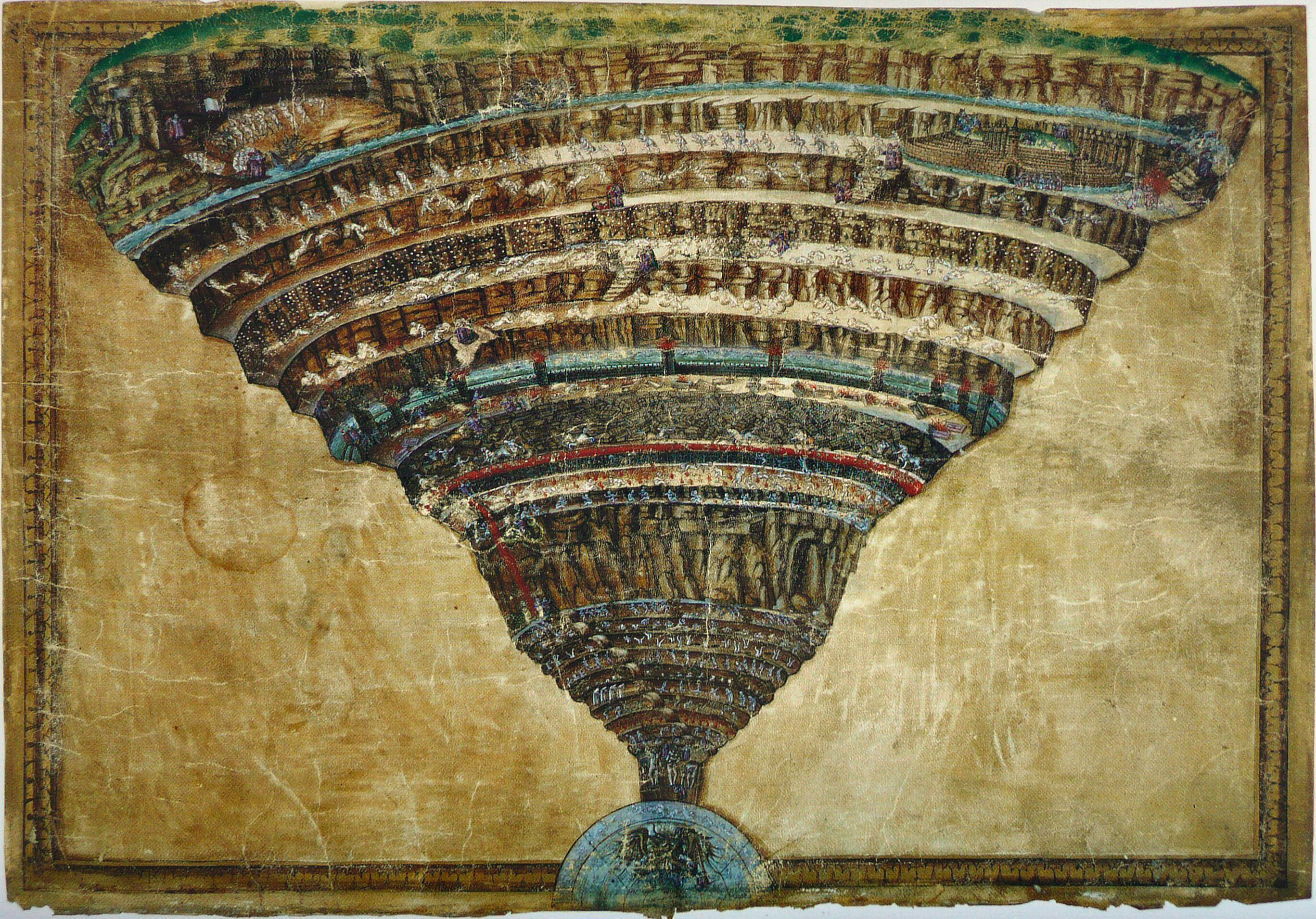
Sandro Botticelli: Kaart van de hel, tussen 1480 en 1490. Zilverstift en inkt.

De Louteringsberg bevindt zich midden in het zeehalfrond (zuidelijk halfrond), recht tegenover Jeruzalem, en is gevormd uit de aarde die omhoogkwam bij het vormen van de hel. Dit is een vondst van Dante die niet werd overgenomen uit een bestaand kosmologisch model. Dante bereikt de berg door dwars door de aarde te lopen of klimmen, door een soort tunnel met een ingang in het diepste punt van de hel. Om bij deze ingang te komen moet Dante over Lucifers harige lijf klimmen. De louteringsberg is opgebouwd uit zeven lagen die overeenkomen met de zeven hoofdzonden: superbia (trots, hoogmoed), invidia (jaloezie, afgunst), ira (woede), acedia (luiheid), avaritia (hebzucht), gula (gulzigheid) en luxuria (ongebreideld verlangen, wellust). In tegenstelling tot de hel is de sfeer er liefelijk en aangenaam met verfrissende briesjes in een prachtige natuur met kabbelende beekjes en zoetgeurende bloemen in het frisse groen. Op de top van de Louteringsberg bevindt zich het aards paradijs, waaruit ooit Adam en Eva werden verdreven, met de Boom van de kennis van goed en kwaad en twee rivieren, de Eunoë en de Lethe. Deze plaatsing is opvallend, aangezien het aards paradijs in de middeleeuwse traditie in het verre oosten werd geplaatst.

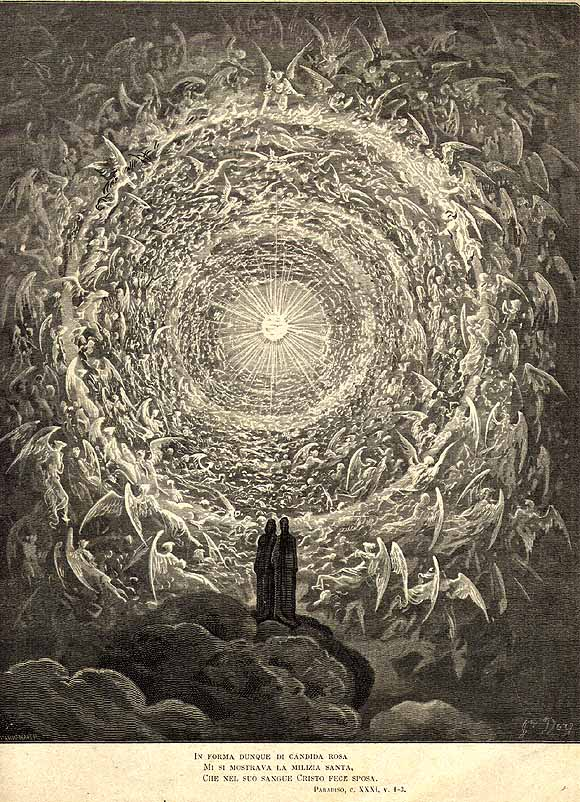
Het empyreum (Gods zetel, uitspraak "em-pie-ree-um") in de voorstelling van Doré. Het empyreum is een meetkundige paradox: het is een enkel punt buiten de bolvormige hemelen, en doorbreekt daarmee de symmetrie van het Aristotelisch-Ptolemaeïsche wereldbeeld. R. Rucker merkt op dat de paradox opgelost kan worden door de ruimte op te vatten als een vierdimensionale sfeer met Lucifer en God op de beide polen, maar dergelijke ideeën waren in Dantes tijd nog niet ontwikkeld.

De hemel bestaat in Dantes visie uit een negental kringen of sferen (bollen) rondom de aarde. Ze ontlenen hun naam aan de planeten die rondom de aarde draaien achtereenvolgens hier inclusief de maan, Mercurius, Venus, de zon, Mars; Jupiter en Saturnus. Daarna kwam men in de sfeer van de vaste sterren met daarboven de negende hemel en als opperste sfeer het empyreum waar God troonde. De luchten rondom de aarde werden afgesloten van de hemelen door een sfeer van water en een sfeer van vuur. Alles onder de hemel van de maan, het 'ondermaanse' dus, bestond uit de Empedocles' vier elementen waaruit alles was samengesteld namelijk van beneden naar boven: aarde, water, lucht en vuur. Omdat die elementen nieuwe verbindingen konden aangaan was het ondermaanse niet onveranderlijk en kon dus gecorrumpeerd worden. De hemelsferen bestonden uit ether die onveranderlijk was, niet corrupt maar goddelijk.
De Amerikaanse wiskundige Mark Peterson merkte in 1979 op dat Dantes Paradijs het heelal als een 3-sfeer beschrijft. Een idee dat Einstein gebruikt zou hebben om voor te stellen dat de ruimtetijd gekromd is, waardoor het heelal tegelijkertijd eindig en onbegrensd kan zijn.
Aan het einde van alle drie de zangen van de Divina Commedia krijgen de sterren (stelle) het laatste woord:
Inferno (Hel): E quindi uscimmo a riveder le stelle (En daarvandaan gingen we naar buiten om de sterren terug te zien)
Purgatorio (Louteringsberg, Vagevuur): Puro e disposto a salir a le stelle (Zuiver en klaar om op te stijgen tot de sterren)
Paradiso (Paradijs, Hemel): L'amor che move il sole e l'altre stelle (De liefde die de zon en de andere sterren beweegt).

## Thema
Er is over het thema van de Goddelijke komedie enorm veel geschreven, elke onderzoeker van het werk vindt er wel ergens zijn eigen thema in terug. Dante zelf schrijft uitgebreid over zijn werk aan zijn beschermheer Cangrande della Scala. dat het werk meerdere betekenissen heeft: de letterlijke inhoud en de allegorische betekenis die hierachter schuilgaat. Dante geeft als voorbeeld de beschrijving van de 'Vlucht uit Egypte' in de Bijbel, die letterlijk het verhaal brengt van de exodus van het volk Israël uit Egypte onder de leiding van Mozes, maar waarvan de allegorische betekenis de redding van de mensheid door Christus is. De morele betekenis is de strijd van de ziel om te ontsnappen aan de zonde en de anagogische betekenis van dezelfde tekst is de bevrijding van de ‘gelovige ziel’ uit de slavernij op haar weg naar de ‘eeuwige glorie’. Dante verwijst hier naar de vier betekenissen die de exegeten in een Bijbeltekst herkenden: de historische (of letterlijke), de allegorische, de tropologische en de anagogische.

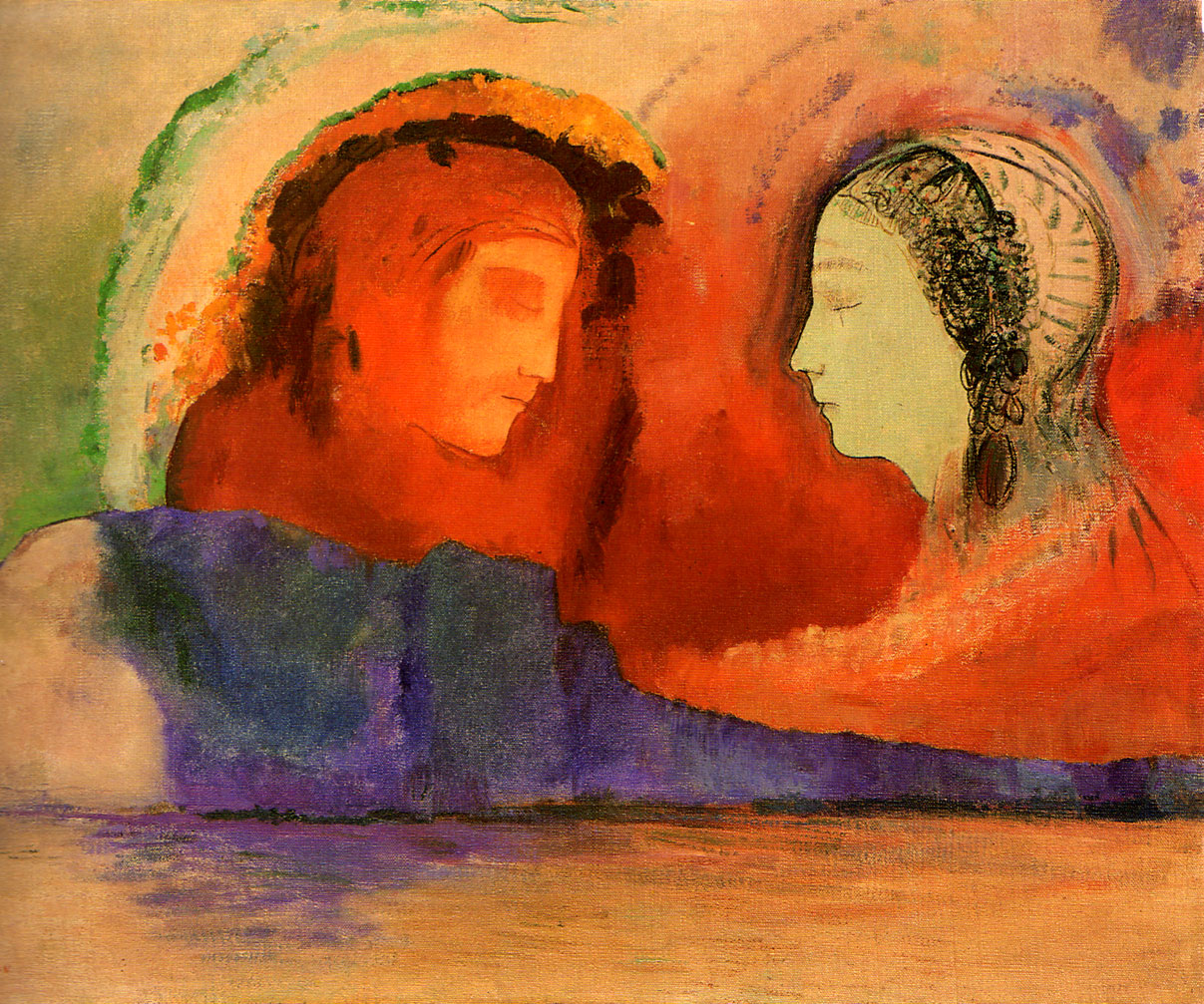
Odilon Redon, 1914, Dante en Beatrice, olieverf op doek

We kunnen het verhaal van Dante dus letterlijk lezen als een soort reisverslag waarin hij als hoofdpersonage een fictieve reis maakt door het hiernamaals.
Maar we kunnen het werk ook zien als een soort politiek pamflet waarin Dante de toenmalige pausen en ook zijn tegenstrevers in Florence en hun aanhangers hekelt door hen in de hel te plaatsen en hun zonden zeer uitvoerig te belichten. In het Inferno beschrijft hij de morele decadentie in Florence en veroordeelt de hoogmoed, afgunst en gierigheid waarmee de burgers van de stad behept zijn ("superbia, invidia e avarizia sono/ le tre faville c'hanno i cuori accesi"; Inferno VI, vv.74-75). Op de louteringsberg betreurt hij het dat de 'Duitse keizers' zich niet meer bekommeren om "de tuin van het keizerrijk" en in het Paradiso heeft hij het over het ideaalbeeld van het "universele keizerrijk" naar het model van het "Romeinse keizerrijk".
Men kan het thema van de Commedia ook verklaren uit de neoplatonistische invalshoek, als het verhaal van de gelovige (Dante) die een denkbeeldige tocht maakt door de drie rijken van het hiernamaals in een zoektocht naar het begrijpen van het geloof, die eindigt met het aanschouwen van de goddelijke waarheid.
De allegorische benadering vertelt het verhaal van de dichter die in het midden van zijn leven in een diepe crisis is beland. Zijn gidsen, Vergilius en Beatrice, zullen hem helpen deze impasse in zijn leven te overwinnen. Om hem zijn problemen te doen inzien nemen ze hem mee op een reis door het hiernamaals. In de hel worden hem de gevolgen van de menselijke boosheid getoond om hem tot het inzicht te brengen dat het kwade niet loont. Op de louteringsberg doorloopt ook hij het louteringsproces en leert hij zich af te keren van zijn aardse verlangens en zich te richten op het onsterfelijke in zijn ziel. In het paradijs bereikt hij dan het hoogste geluk in de aanschouwing van God.

## Het verhaal

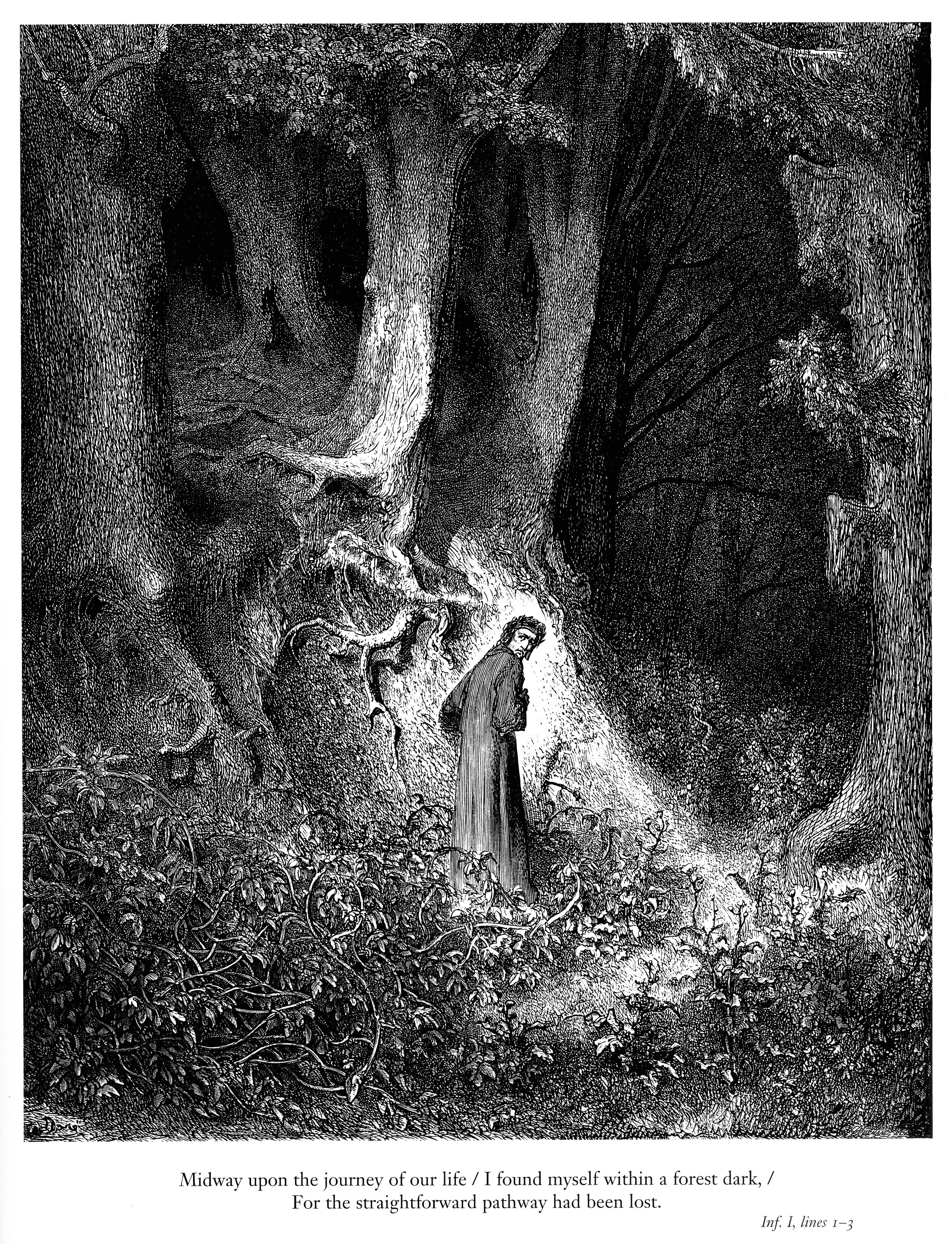
Dante, verdwaald in het donkere woud. Een gravure van Gustave Doré.

Dante neemt de lezer mee op een tocht door het hiernamaals. Het verhaal van zijn reis speelt in de paasweek van het jubeljaar 1300 en de eerste etappe die hij aflegt voert hem de diepte van de aarde in, door de hel (Inferno), waar hij naast mythologische figuren ook bekende en machtige mensen uit Toscane tegenkomt. Vervolgens beklimt hij de Louteringsberg (Purgatorio), waar hij eveneens met vroegere hoogwaardigheidsbekleders spreekt. Zij worden gelouterd alvorens toegang te verkrijgen tot de hemel (Paradiso).
Tijdens zijn tocht door de hel en over de louteringsberg wordt Dante terzijde gestaan door zijn favoriete dichter, Vergilius, een Romein die leefde ten tijde van keizer Augustus. Vergilius vergezelt Dante door de hel, voorbij Lucifer zelf, over de Louteringsberg tot aan de poorten van de hemel, waar hij zijn volgende gids, Beatrice, ontmoet. Beatrice is gebaseerd op Beatrice Portinari, een meisje dat Dante tijdens zijn jeugd twee keer had ontmoet en dat hij nooit meer had vergeten. Beatrice begeleidt Dante door de hemel, tot aan het goddelijke licht. Daar neemt Bernard van Clairvaux haar rondleiding over.

### Deel I:Inferno(Hel)

#### Proloog
Op Goede Vrijdag van het jaar 1300 is Dante 35 jaar oud, "Op het midden van ons levenspad" (canto 1:1). Hij is verdwaald in een donker woud, dat een allegorie is voor een diepe persoonlijke crisis, en mogelijk voor het beramen van zelfmoord; in canto 13 worden de zelfmoordenaars gestraft in een woud. Hij wordt belaagd door wilde dieren, die in de meeste interpretaties symbool staan voor zonden. In hun commentaar bij deze passage stellen vertalers Ike Cialona en Peter Verstegen: 'Er is geen overeenstemming over de symbolische waarde van de drie dieren (...).' Soms symboliseert de panter lust, de leeuw hoogmoed en de wolvin hebzucht; andere commentatoren hebben de dieren anders geïnterpreteerd, waarbij de panter bijvoorbeeld voor begeerte kan staan, de leeuw voor geweld en de wolvin voor fraude of oplichterij.
Dante wordt gered door zijn jeugdliefde Beatrice en Vergilius (canto 2), die hem de weg wijzen.

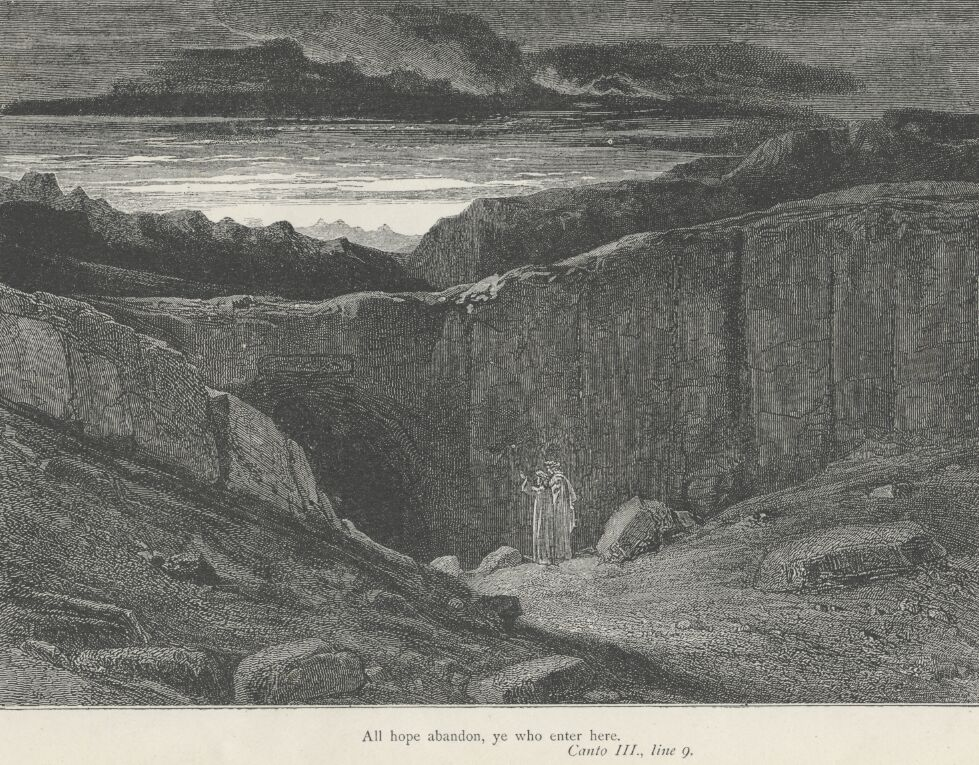
Laat varen alle hoop, gij die hier binnen treedt

Vergilius en Dante betreden de hel door een poort met daarop een negenregelige spreuk, waarvan de laatste regel beroemd is geworden: "Laat varen alle hoop, gij die hier binnentreedt" (Lasciate ogni speranza, voi ch'intrate; canto 3).

#### Indeling van de hel
De hel is ingedeeld in negen kringen, of ommegangen, zoals ze in vroegere edities genoemd werden. De buitenste kringen worden bevolkt door overledenen die zich schuldig gemaakt hebben aan incontinentia, het onvermogen om hun driften en lusten te bedwingen, de binnenste door de geweldplegers en bedriegers. De scheiding tussen deze twee groepen wordt gevormd door de muren van de stad Dis, die het binnenste van de hel insluiten, en de rivier de Styx die daaromheen stroomt. In de aller-diepste krocht van de hel, het Giudecca ("Judasput;" tevens een Italiaans woord voor Joodse wijk), zit Lucifer gevangen in het ijs.
Het zal de moderne lezer opvallen dat slechts weinig van de straffen die zondaars in de hel ondergaan met vuur te maken hebben. In de middeleeuwen werd de hel namelijk zelden voorgesteld als alleen een hete plek; marteling met kou werd ook vaak beschreven. Geheel in overeenstemming met deze voorstelling plaatst Dante Lucifer in een meer van ijs. Ook wordt in de hel veelal gebruikgemaakt van contrappassi, blijkt uit de beschrijvingen.
Inferno is erg politiek van aard: Dante plaatst veel van zijn politieke tegenstanders (inclusief enkele pausen), maar ook sommige van zijn medestanders, in de hel. De verkopers van kerkelijke ambten, de simonisten, bevinden zich in de achtste cirkel.
Voorbij de poort is een gebied waarin zich de overledenen bevinden die tijdens hun leven geen keuze hebben gemaakt tussen goed en kwaad. Zij bevinden zich nog niet in de echte hel, maar zijn gedoemd eeuwig als gekken naakt rond te rennen achter een banier aan, onderwijl geplaagd door wespen.

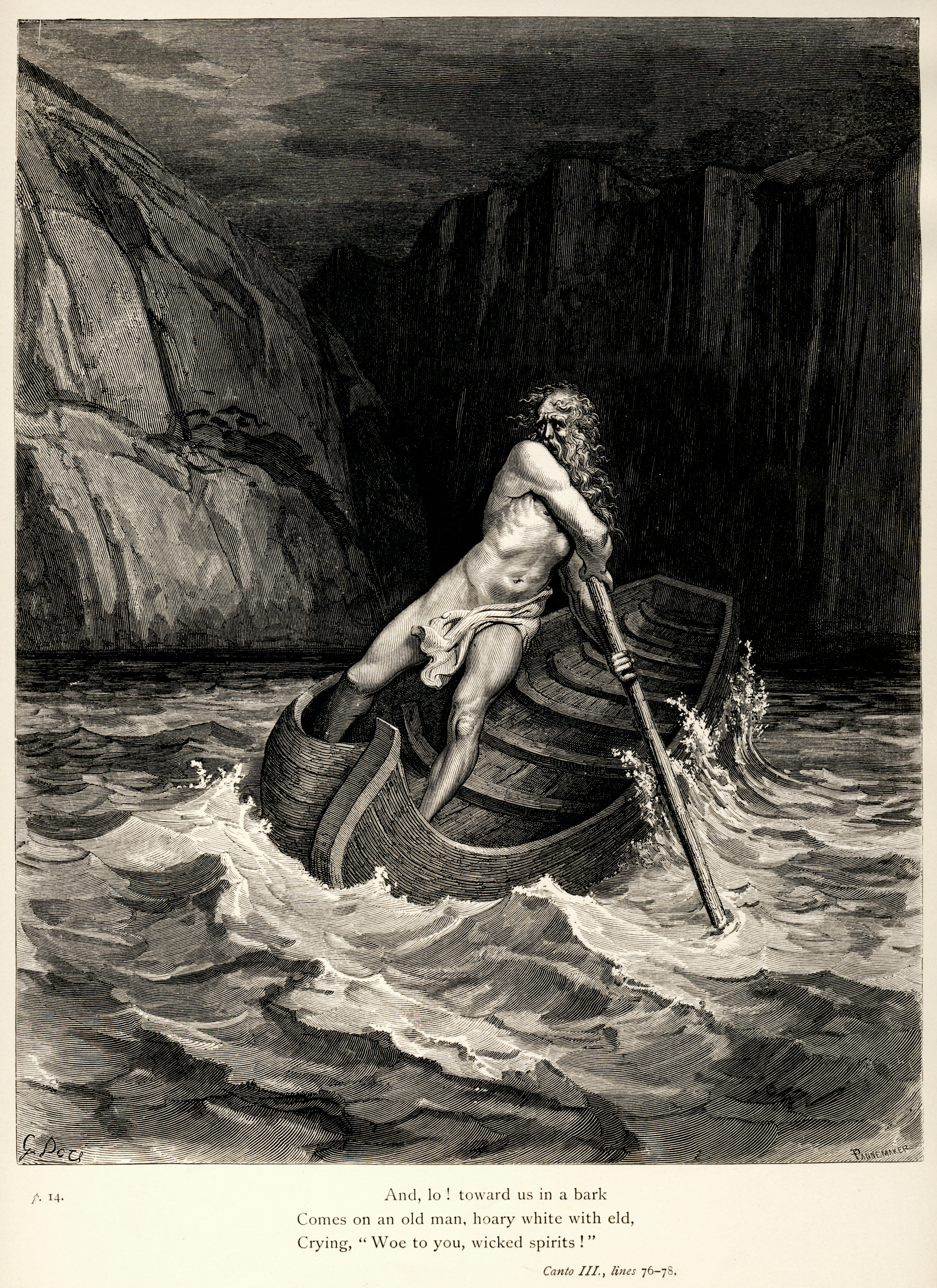
De veerman Charon nadert. Een gravure van Gustave Doré.

Verdoemde zielen worden de rivier de Acheron overgezet door Charon, de veerman van de doden uit de Griekse mythologie. Deze weigert de levende Dante over te zetten. Dante raakt echter bewusteloos bij een aardbeving en wordt wakker op de andere oever.

#### Limbo (voorgeborchte)
De eerste kring is het limbo of voorgeborchte (canto 4). Hier bevinden zich de deugdzame heidenen, waaronder Vergilius. Omdat zij niet gedoopt zijn, hebben ze geen toegang tot de hemel. Echter, ze worden niet gekweld door duivels, omdat ze geen kwaad verricht hebben; hun straf is een eeuwig leven in duisternis, verstoken van de goddelijke liefde.
In het limbo, die als een 'schone burcht' wordt beschreven, bevinden zich onder anderen Averroes, Cicero, Euclides, Homerus, Ovidius, Socrates, Plato en Saladin, maar ook mythische figuren als Aeneas. Het limbo is ook Vergilius' gebruikelijke verblijfplaats, die hij voor de gelegenheid mag verlaten om Dante de weg te wijzen. De Bijbelse aartsvaderen (zoals Adam, Abraham, koning David) verbleven aanvankelijk in het limbo, maar zijn er door Christus vandaan gehaald.

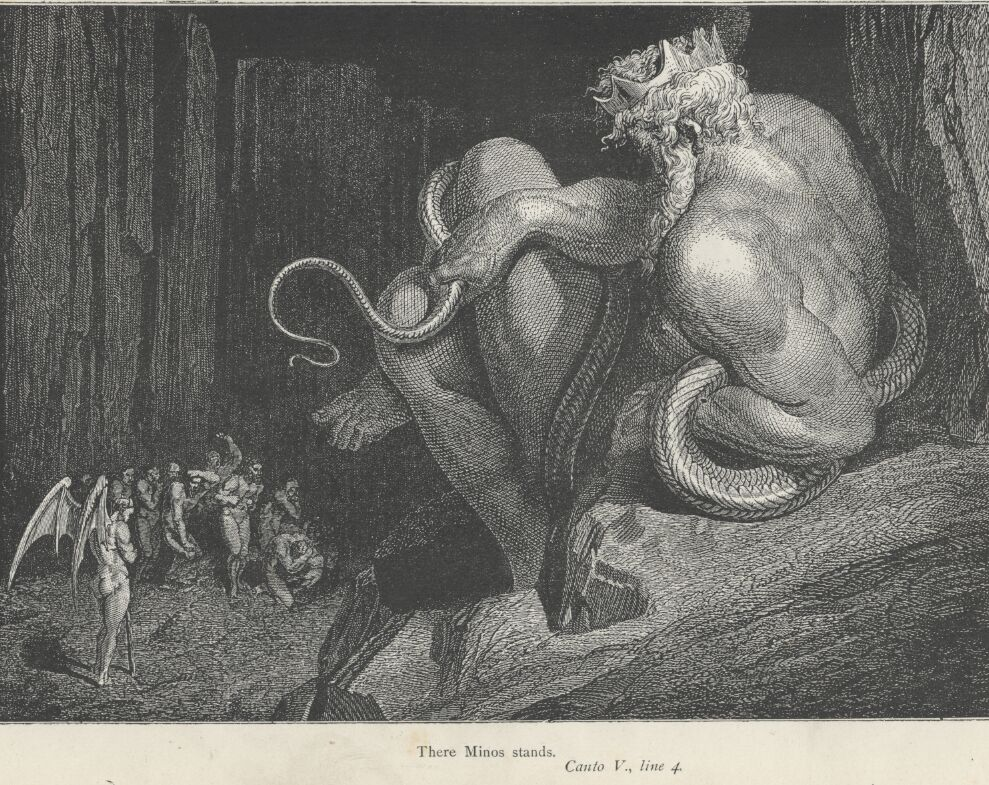
Minos spreekt recht

#### Koning Minos (onmatigen)
In de tweede kring staat koning Minos klaar om de zielen die binnenkomen te berechten en ze tot de juiste kring te veroordelen (canto 5). Ook in de Griekse mythologie werd Minos gezien als een van de drie rechters van de onderwereld.
In deze kring woedt een eeuwige storm, die de zielen voortblaast van de wellustigen, die hun erotische verlangens niet konden beheersen; onder anderen Francesca da Rimini, Cleopatra VII en koningin Dido van Carthago. (Overigens pleegden de laatste twee zelfmoord, maar ze zijn blijkbaar niet bij de zelfmoordenaars in de zevende kring geplaatst.)
In de derde kring, waar het eeuwig hagelt, sneeuwt en regent, bevinden zich de vraatzuchtigen. Zij worden bewaakt en gemarteld door Cerberus, die de gemartelde zielen vierendeelt en vilt, en zo oorverdovend blaft, dat de zielen wensen doof te zijn. (canto 6).
In de vierde kring duwen de hebzuchtigen en de verkwisters zware lasten zinloos heen en weer (canto 7). Vgl. Sisyphus. De gierigaards komen de hel binnen met een gebalde vuist, en de verkwisters met een kaal hoofd. De gebalde vuisten staan voor het overmatig 'vasthouden' van hun bezit; de kale hoofden zijn te verklaren door een oud gezegde: "verspillen tot aan de haren op het hoofd".
De vijfde kring bevat de moerassige Styx, waarin de agressievelingen elkaar tot in de eeuwigheid bevechten. De wrokkigen liggen onder water.

#### De stad van Dis (geweldplegers)
Phlegyas brengt Dante en Vergilius over de Styx (canto 8). Nadat een engel de poort geopend heeft (canto 9), komen ze in de stad van Dis (een van de Latijnse namen van de god Hades), waar de geweldplegers gestraft worden. Het eerste deel van Dis, de zesde kring van de hel, is een grafveld met vuren rond de open graven, waarin de ketters liggen (onder andere Epicurus in canto 10).
In de zevende kring lijden de geweldplegers. Deze kring is onderverdeeld in drie delen:
- In het eerste deel bevinden zich degenen die geweld hebben gepleegd tegen anderen (canto 12); hetzij lichamelijk, hetzij tegen het bezit van een ander. Zij liggen in een kolkende bloedrivier, de Phlegeton, en worden bewaakt door centauren. In de Phlegeton ligt onder andere Attila de Hun. Nessus brengt de dichters de rivier over.
- Het volgende deel is een woud, bestaande uit in bomen veranderde zelfmoordenaars, die geweld tegen zichzelf gepleegd hebben (canto 13). Hun zonde is dat zij hun door God gegeven leven niet gewaardeerd hebben. Ze worden gestraft door harpijen, die hun scherpe klauwen in de takken zetten, waarbij de bomen bloeden. Als Dante een tak van een struik afbreekt spreekt deze tegen hem. Dit is gebaseerd op een scène in de Aeneis, waar een struik die op een graf groeit bloedt en spreekt namens de dode, na het afbreken van een tak. Andere zelfmoordenaars, die tevens verkwisters waren, rennen door het bos, opgejaagd door jachthonden die hen willen verscheuren. De zelfmoordenaars verschillen in één belangrijk opzicht van de andere zondaars: op de jongste dag zullen de andere gekwelde zielen hun lichaam weer gaan bewonen, wat hun pijnen verhevigt. De lichamen van de zelfmoordenaars zullen echter aan hun nieuwe boomlichamen worden opgehangen.

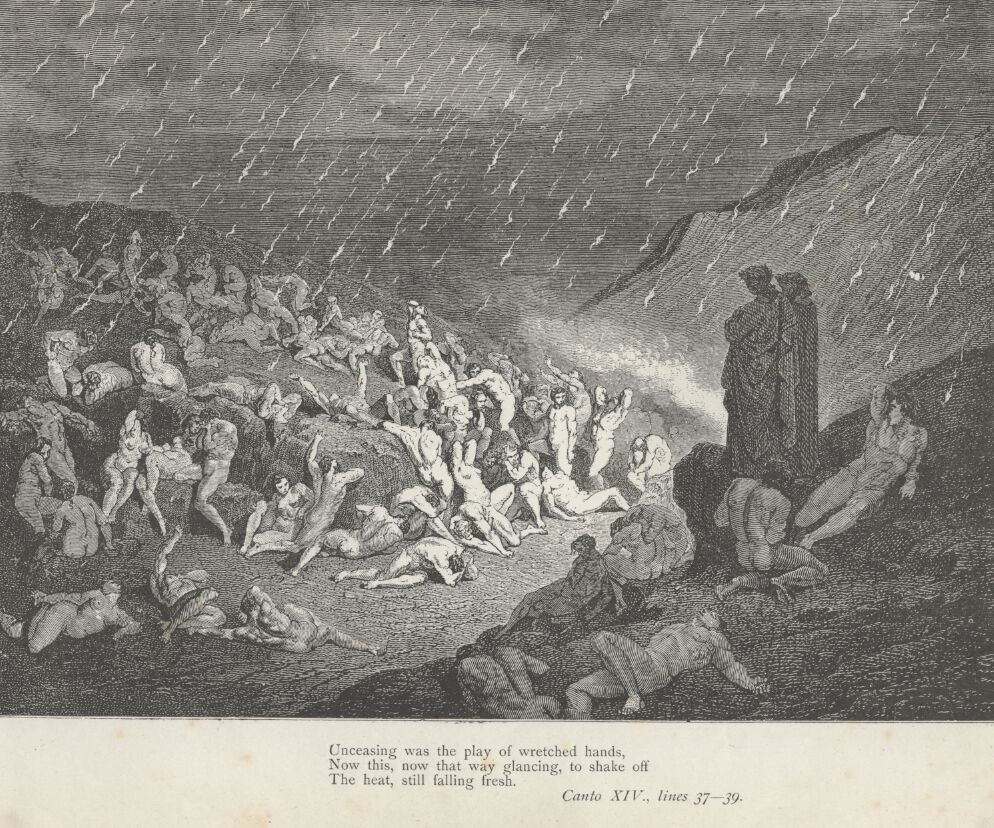
Een regen van vuur treft de godslasteraars

- In het derde deel lijden de godslasteraars, die geweld plegen tegen God, de sodomieten, die geweld plegen tegen de natuur, en de woekeraars, die geweld plegen tegen de kunst (canto 14-17). Zij rennen rond in een woestijn, terwijl vuur op hun hoofden regent. Een van de sodomieten is Dantes vriend en leermeester Brunetto Latini, die Dante voorspelt dat hij verbannen zal worden.

#### De Malebolge (bedriegers)
De achtste kring van de hel heet de Malebolge (uitspraak: "maa-le-bol-dzje", meervoud van Malebolgia, "maa-le-bol-dzja"), Italiaans voor "buidels van het kwaad." De dichters bereiken deze kring, die een diepe en steile afgrond vormt, vliegend op de rug van de draak Geryones. Er zijn tien "buidels," kloven, voor tien soorten bedriegers:
- Verleiders en koppelaars lopen in tegengestelde richting door de eerste Malebolgia, letterlijk opgezweept door duivels (canto 18).
- De vleiers baden in drek in de tweede kloof.
- De derde kloof is gevuld met simonisten, waaronder paus Nicolaas III (canto 19). Deze paus, die op zijn kop in een gat in de grond zit waar alleen zijn brandende voeten uitsteken, herkent Dante niet en vraagt of zijn opvolger misschien is gearriveerd. Bedoeld wordt Dantes vijand paus Bonifatius VIII, die in 1300 nog in leven was. Nicolaas voorspelt ook de latere komst van paus Clemens V naar deze regionen van de hel. Beiden zullen boven op Nicolaas gestapeld worden, net als onder hem een hele stapel zondige pausen begraven is.
- In de vierde kloof lopen magiërs, heksen en zieners rond, waaronder Tiresias (canto 20). Hun hoofd is achterstevoren op hun nek gezet.

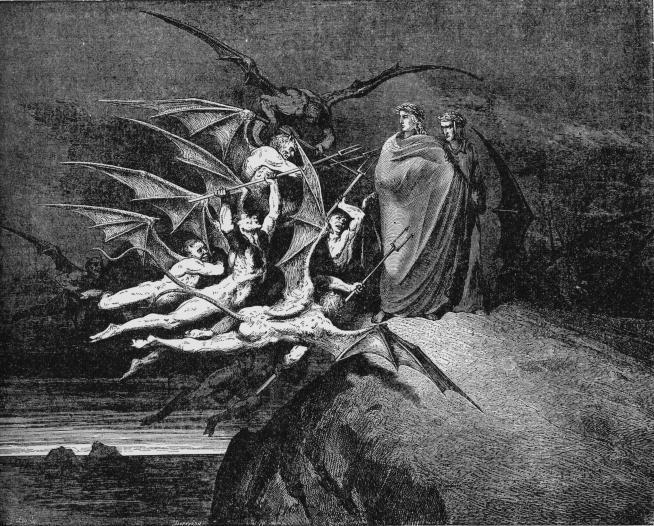
Vergilius houdt de Malebranche (groep van duivels met als aanvoerder Malacoda) op afstand (vijfde kloof)

- De vijfde kloof bevat een bad van kokend pek, gevuld met corrupte politici en ambtenaren (canto 21-22). Ook worden zij belaagd door duivels met hooivorken.
- In de zesde kloof lopen de huichelaars rond in loden pijen, die aan de buitenkant een gouden glans vertonen (canto 23). Kajafas en andere leden van het Sanhedrin die Christus naar Pontius Pilatus zonden zijn aan de grond genageld in een kruishouding.
- De dieven lijden in de zevende kloof (canto 24-25). Zij ontbranden spontaan, waarna ze weer uit hun as herrijzen, en ze worden belaagd door slangen. Eén dief versmelt met een vuurspuwende slang tot een draakachtig wezen.
- De kwade raadgevers branden in de achtste kloof (canto 26-27). Onder hen is Odysseus, die de Trojanen bedroog met het Paard van Troje (de Trojanen zijn volgens de Aeneis de stamvaders van de Romeinen).
- In de negende kloof lijden de schismatici, onder wie Mohammed en Ali (canto 28-29). De stichting van de islam werd beschouwd als een afscheuring van het christendom, omdat Mohammed volgens de middeleeuwers eerst een christelijke priester zou zijn geweest. De scheurmakers worden verminkt (Mohammeds romp wordt opengereten, net als Ali's hoofd) door een duivel met een zwaard. Vervolgens maken ze een rondgang door de hele kloof, waarbij hun wonden helen, tot ze weer bij de duivel uitkomen.

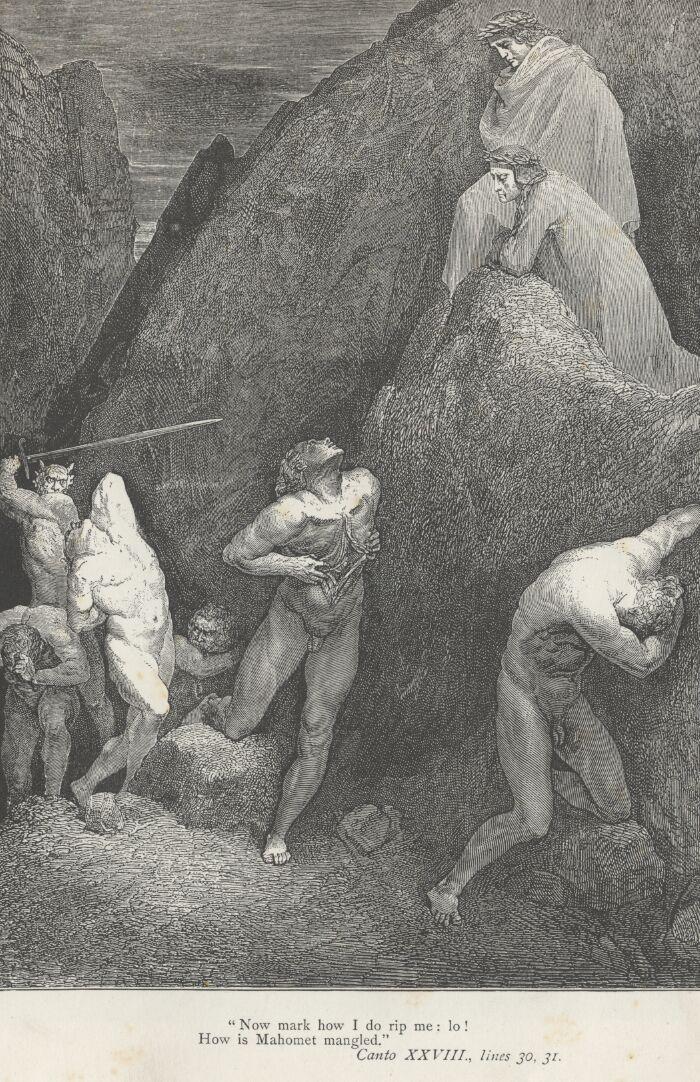
De schismatici

- De tiende en laatste kloof is de verblijfplaats van alchemisten en vervalsers (canto 29-30). Zij lijden aan gruwelijke kwalen.

#### Cocytus (verraders)
Voorbij de malebolge ligt de Cocytus, de negende kring en daarmee het diepste punt van de hel. Om er te komen moet Dante een gebied passeren waar een groep reuzen geketend zit als straf voor hun opstand tegen God (canto 31). Deze reuzen zijn gebaseerd op zowel de mythologische giganten en titanen als op de Bijbelse nefilim. De reus Antaios tilt Dante en Vergilius omlaag naar het bevroren meer waarin de verraders vastzitten. Het is verdeeld in vier delen, genoemd naar beruchte verraders:
- Caina, naar Kaïn, de broedermoordenaar uit Genesis: verraders van familie (canto 32).
- Antenora, naar Antenor, verrader van de Trojanen tijdens de Trojaanse Oorlog: landverraders (canto 33). Dante schopt een verrader van de Welfen in het gezicht. Ook een Ghibellijnse verrader blijkt hier te zijn.
- Ptolemaea, naar Ptolemaeus, landvoogd van Jericho in I Makkabeeën: verraders van gasten.
- Giudecca of Judecca, naar Judas: verraders van hun meester (canto 34). Meest prominente aanwezigen zijn Judas, verrader van Christus; Brutus en Cassius, verraders van Julius Caesar; en Lucifer, verrader van God. Lucifer, ooit een zesvleugelige serafijn, is nu een driekoppige, harige reus. Door met zijn zes vlerken te wapperen veroorzaakt hij de kille wind die de Cocytus in ijs verandert, en in zijn drie bekken verslindt hij Judas, Brutus en Cassius.

De dichters klimmen over Lucifers lijf naar een spelonk die naar de andere kant van de aarde leidt.

### Deel 2:Purgatorio(Louteringsberg)

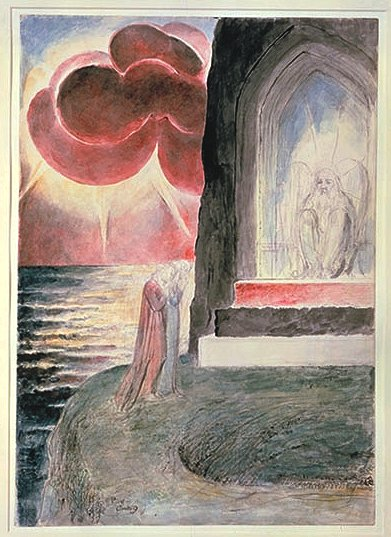
Dante en Vergilius bij de poort van de louteringsberg. Aquarel van William Blake

Als Dante en Vergilius de hel verlaten en terug het daglicht aanschouwen bevinden ze zich op een eiland op het zuidelijk halfrond, dat ontstaan was door de opstuwing van het gesteente bij de vorming van de hel door de val van Lucifer. Het grootse gedeelte van het eiland wordt ingenomen door een berg met zeven terrassen, de louteringsberg. Ze komen aan op een strand waar ze de dichter Cato de jongere treffen, die de toegang tot de louteringsberg bewaakt. Hoewel Cato de aartsvijand van Dantes held Julius Caesar was, en hij zelfmoord heeft gepleegd, bevindt hij zich niet in de hel. Waarschijnlijk is dit omdat hij ook in de Aeneis als rechter in de onderwereld optreedt. Dantes aangezicht wordt door Cato gereinigd van de vlekken die hij had opgelopen in de hel. Geleid door een engel arriveert in canto 2 een sloep met zielen, onder wie Dantes vriend Casella, die gedichten van hem op muziek had gezet.

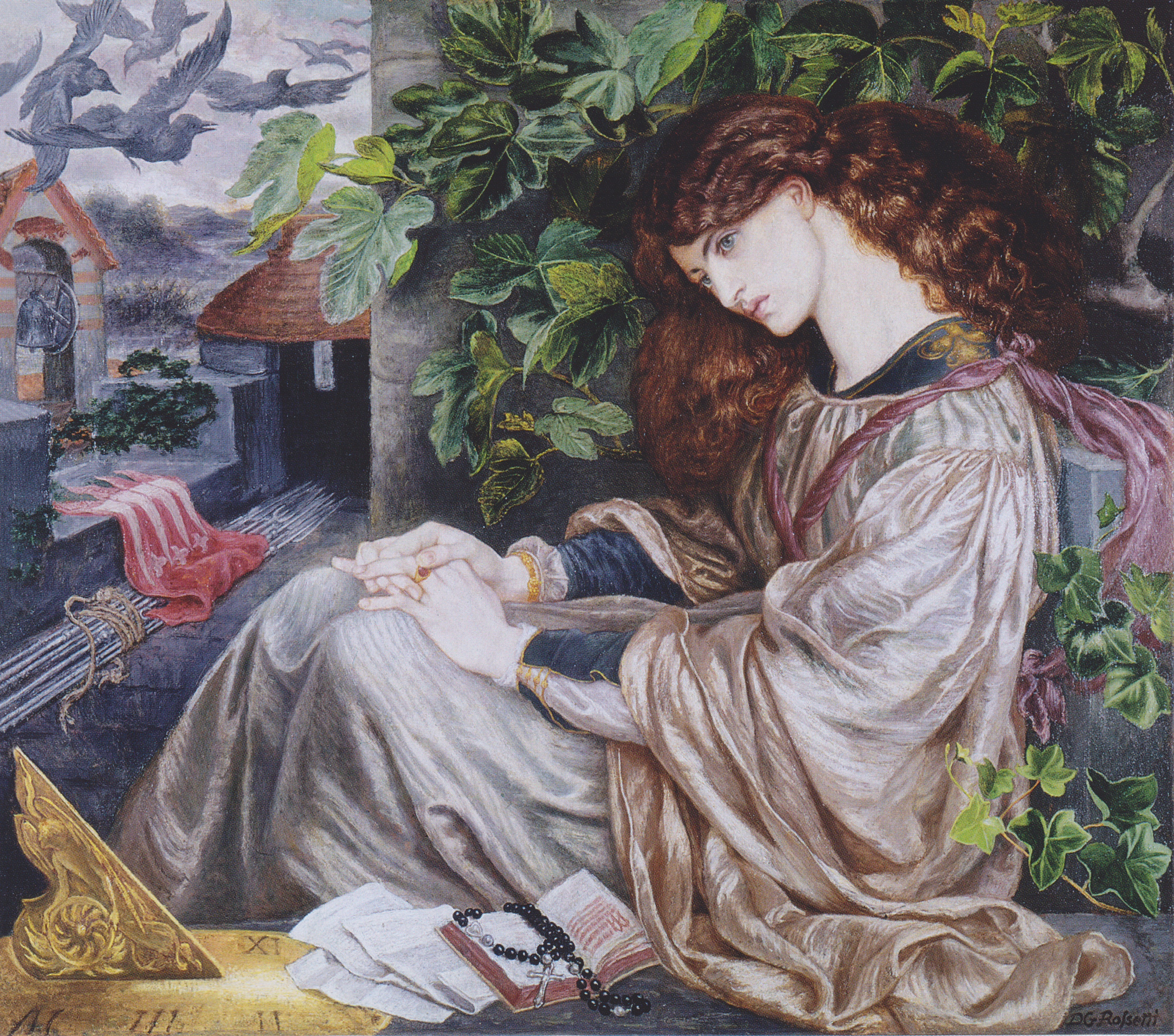
Dante Gabriel Rosetti, 1868-1880, Pia de'Tolomei, werd vermoord en wacht in het voorgeborchte.

De louteringsberg heeft, zoals de hel, een voorgeborchte waar de zielen verblijven van vier groepen zondaars die moeten wachten tot zij toegelaten worden. Dit zijn de geëxcommuniceerden (canto 3) die berouw toonden voor ze stierven, zij die het berouw over hun zonden uitstelden tot het laatste moment (canto 4), zij die een gewelddadige dood stierven zonder de absolutie ontvangen te hebben maar wel berouw hadden getoond (canto 5) en heersers (prinsen) die te veel tijd aan wereldse zaken besteed hebben (canto 7-8). Bij de zielen die een gewelddadige dood stierven, ontmoeten Dante en Vergilius een oude stadsgenoot van Vergilius, Sordello (canto 6). Virgillius maakt zich bekend aan Sordello, die de twee dichters dan vergezelt naar de vallei van de prinsen (canto 7). Ze overnachten in die vallei waar Dante een gesprek heeft met Nino Visconti en Corrado Malaspina (canto 8). Van daar wordt Dante tijdens een droom door de heilige Lucia tot voor de poort van de louteringsberg gebracht. (canto 9).
Bij de poort die toegang geeft tot de louteringsberg wacht hen een engel met een vlammend zwaard. De engel tekent met zijn zwaard zeven P's (van peccato, zonde) op Dantes voorhoofd vooraleer hij de poort voor hen openmaakt en ze in het tweede rijk van het hiernamaals kunnen binnentreden (canto 9). De zielen moeten alle terrassen van de louteringsberg doorlopen en de gepaste boete doen vooraleer ze op de top van de louteringsberg in het aards paradijs terechtkomen. Van daar worden ze, als de tijd rijp is, door een engel naar het paradijs gevoerd. De vele bekenden die Dante op zijn weg over de louteringsberg tegenkomt plaatste hij op het terras dat volgens hem overeenstemde met hun belangrijkste ondeugd. Elk terras wordt bewaakt door een engel die het tegengestelde voorstelt van wat op het terras wordt uitgeboet: op het terras van de hovaardigen waakt de engel van de nederigheid etc.. De boetedoening in de hel en op de louteringsberg is totaal verschillend. In de hel lijden de zielen onder de zware straffen maar evenzeer onder de wanhoop over het uitzichtloze van hun toestand. Op de louteringsberg ondergaan de zielen hun straf, die ze verdiend vinden, maar er is tevens de zekerheid dat aan die straf ooit een einde komt en dat ze zullen opstijgen naar het paradijs.

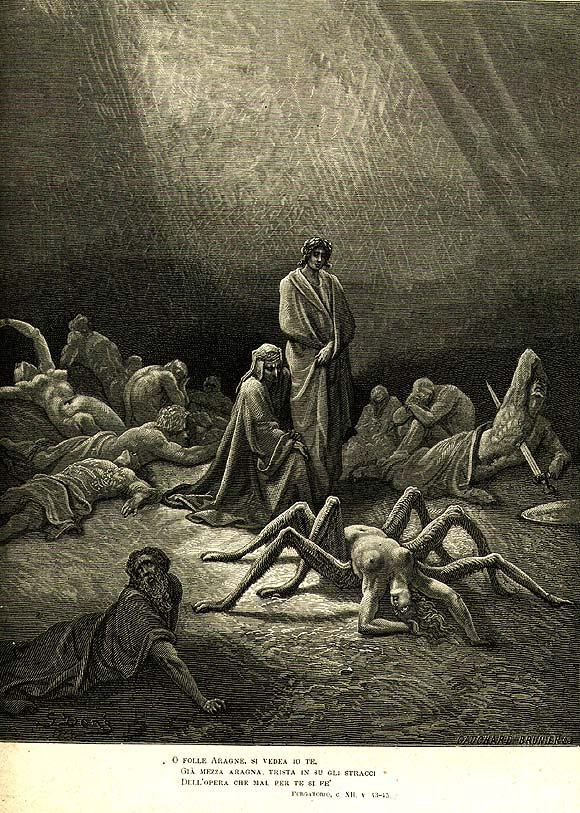
Gustave Doré, Arachne canto 12

#### Eerste terras - hovaardigen - canti 10-12
Op de eerste rondgang moeten de hovaardigen boeten voor hun trots. Dante beschrijft dit terras in de canti 10 tot en met twaalf. De wand van de eerste ommegang was helemaal afgeboord met marmeren bas-reliëfs waarop de deemoedigheid werd afgebeeld en verheerlijkt. De zielen van de hovaardigen moeten als boete loodzware stenen torsen en met de rotsen op hun rug de ommegang rond de berg maken. Dante ontmoet daar een aantal bekende personen zoals Omberto Aldobrandeschi. Hij wordt herkend door Oderisi da Gubbio, een miniaturist met wie hij een gesprek heeft over de ijdelheid van kunstenaars en de korte duur van hun roem. Oderisi maakt hem attent op een andere schim, Provenzano Salvani, een condottiero die door Dante ervan beschuldigd wordt dat hij zich wou meester maken van Siena, hoewel daar geen enkele historische achtergrond voor is. In het twaalfde canto beschrijft Dante het plaveisel van de weg dat de penitenten voortdurend te zien krijgen terwijl ze met hun zware last rond gaan. Ze kijken de ganse tijd naar afbeeldingen van hovaardigen en hun treurig lot. Uiteindelijk wijst een engel Dante en Vergilius de weg naar de doorgang die leidt tot het tweede terras en wist een van de P's van het voorhoofd van Dante. Dit zal voortaan bij het verlaten van elk terras gebeuren.

#### Tweede terras - afgunstigen - canti 13-15
Op het tweede terras boeten de afgunstigen voor hun zonden. Ze dwalen rond met dichtgenaaide ogen gekleed in een grauwe pij, nauwelijks verschillend van de kleur van de rots. Terwijl ze de berg rondwandelen horen ze de ganse tijd stemmen die barmhartigheid en naastenliefde prijzen. Bij de afgunstigen ontmoet Dante in canto 13 Sapia Salvani en in canto 14 Guido del Duca, tijdens zijn leven heer van Bertinoro en Rinieri di Calboli, die hun beklag doen over de slechte mensen die in de vallei van de Arno wonen. Guido doet ook een 'profetie' waarbij hij ziet dat de neef van Rinieri, Fulcieri da Calboli, in een bloedige scène de mensen van Firenze uitmoordt. Dante verwees hier in deze 'profetie na de feiten' naar het gewelddadige optreden tegen de Witte Welfen door Fulcieri als podesta van Firenze in 1303. In canto 15 stijgen Dante en Vergilius via een trap hen aangewezen door een engel op naar het derde terras.

#### Derde terras - toornigen - canti 15-17
Het derde terras is gehuld in een verstikkende donkere rook; het is de plaats waar de toornigen van hun fouten gelouterd worden. Op deze ommegang praat hij met een man uit Lombardije die een betoog geeft over de verdorvenheid en de ondeugden van de levenden in de toenmalige maatschappij en onder meer over de pauselijke aanspraken op het wereldlijk gezag. Op het einde van hun rondgang over dit derde terras komen ze weerom bij een trap die naar het vierde terras leidt. Ze worden echter overvallen door de duisternis van de invallende nacht en Vergilius leert Dante hoe liefde het begin is van alle goed maar ook van alle kwaad.

#### Vierde terras - luien - canti 18-19
Terwijl Dante en Vergilius nog verder discussiëren over de liefde en de vrije wil en hoe de mens zelf zijn daden controleert ontmoeten ze een menigte zielen die hier boeten voor hun luiheid door de ganse tijd over het vierde terras rond de berg te rennen. Dante slaapt in.

#### Vijfde terras - gierigen - canti 19-21
Dante ontwaakt met een vreemde droom op het vijfde terras. Hier liggen de zielen met hun aangezicht naar de grond gekeerd ter aarde om hun zondige gierigheid uit te boeten. Dante ontmoet paus Adrianus V en heeft een gesprek met hem over de straf die hij uitboet. Wat verder ontmoeten zij Hugo Capet die luidkeels voorbeelden citeert van het tegendeel van de gierigheid en de corruptie van zijn opvolgers aanklaagt. Hij doet ook een profetie over de staatsgreep gepland door Bonifatius VIII en de Zwarte Welfen met de steun van Karel van Valois. Het was deze machtsgreep van de Zwarte Welfen die de verbanning van Dante uit Florence inleidde. Daarna ontmoeten ze de Romeinse dichter Statius die net, na vijfhonderd jaar, zijn zonde van gierigheid had uitgeboet nadat hij vierhonderd jaar op terras 4 was gebleven. Als Statius straf beëindigd was ging er een beving door de berg en de zielen op de berg schreeuwden van vreugde de lof van God uit. Statius die zijn boetetijd op de louteringsberg achter zich heeft, vergezelt nu de beide dichters op de rest van hun tocht naar het paradijs.

#### Zesde terras - gulzigheid - canti 22-24
In canto 22 verhaalt Statius aan Vergilius, terwijl ze de trap tussen het vijfde en het zesde terras opklimmen, voor welke zonden hij zo lang werd gestraft. Dante voelt zich lichter en lichter worden naarmate hij van meer zonden bevrijd is. Terwijl Statius Vergilius onderhoudt met verhalen over de dichters uit zijn tijd, naderen ze een appelboom met zoete en heerlijk geurende vruchten, maar uit de boom klinkt een stem die aanzet tot matigheid. De gulzigaards die zich op dit terras louteren van hun schuld moeten honger en dorst lijden terwijl rondom hen heerlijke vruchten groeien en fris water opborrelt, ze zijn allemaal graatmager. Op dit terras ontmoet Dante Forese, een jeugdvriend en een verwante van zijn vrouw: Gemma Donati. Samen halen ze herinneringen op aan hun wilde jeugdjaren en Forese prijst zijn vrouw Nella die door haar gebeden zijn tijd op de louteringsberg inkort. Hij heeft ook nog een ontmoeting met Bonagiunta van Lucca, een dichter die een belangrijke rol speelde in de ontwikkeling van de Italiaanse poëzie. Het is in dit canto dat Dante Bonagiunta het laat hebben over de 'dolce stil novo'. Uiteindelijk worden ze door de wakende engel naar de toegang tot het zevende terras gebracht.

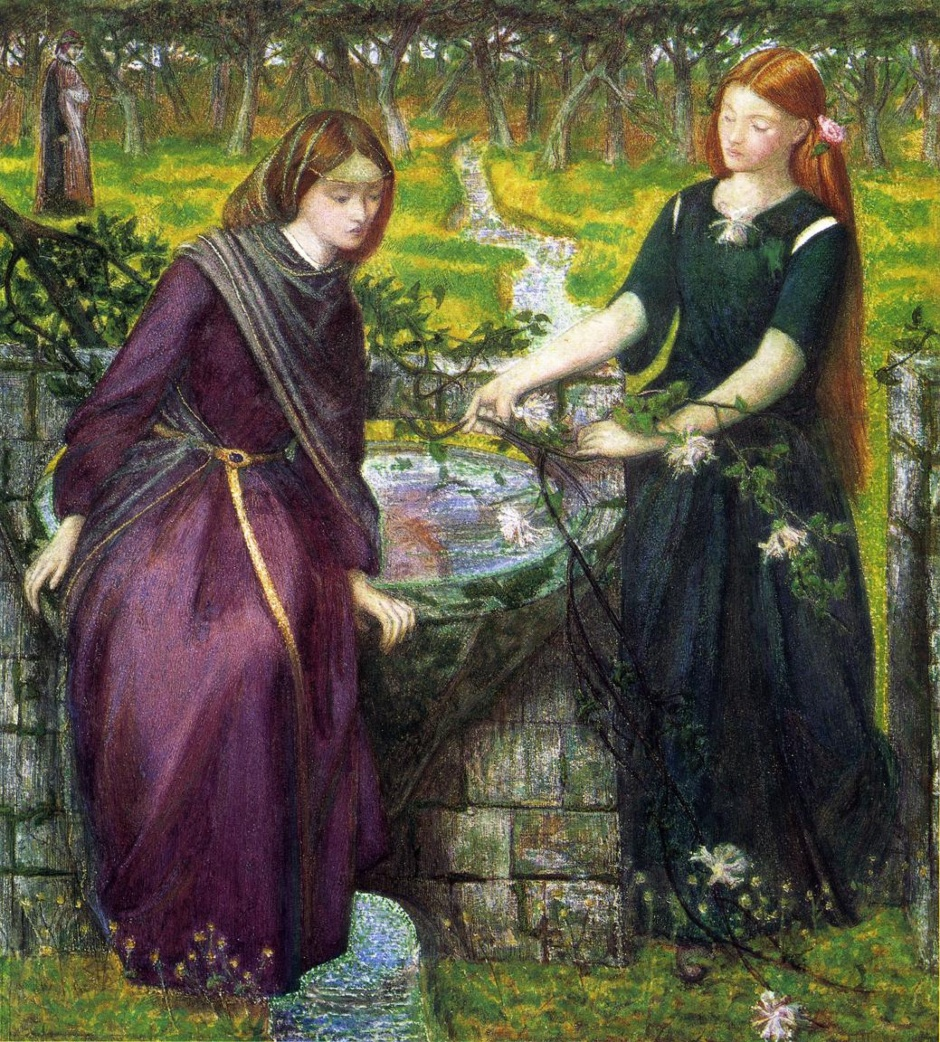
Dante Gabriel Rossetti, 1865, Dantes visioen over Rachel en Lea

#### Zevende terras - wellust - canti 25-27
Het zevende terras is een vlammenzee waarin de geesten ronddwalen terwijl ze lofliederen zingen over beroemde voorbeelden van de kuisheid. Dante ontmoet hier Guido Guinizelli die hem attent maakt op een nog grotere poëet die hier ook zijn straf uitboet, namelijk de Provençaalse dichter Arnaut Daniel. Het respect dat Dante had voor deze man blijkt dat hij de enige is die in de Commedia in zijn eigen taal spreekt en niet in het Italiaans. Uiteindelijk moet Dante zelf door het vuur gaan als laatste stap in zijn eigen loutering voordat hij het aards paradijs op de top van de louteringsberg kan bereiken. Tijdens het bestijgen van de trap die van het zevende terras naar het aardse paradijs leidt, valt de nacht. Dante slaapt in en heeft een droom over de Bijbelse zusters Rachel en Lea. Hij ziet in een prachtig landschap de jonge Lea die bloemen plukt om een krans te maken en zij vertelt dat haar zuster Rachel nooit ophoudt zichzelf in een spiegel te bewonderen. Dante wil hier tonen dat het "doen" en het "zien" van de Bijbelse zussen de symbolen zijn van het actieve en het contemplatieve leven. Waar hij vroeger de conventionele hiërarchie volgend, het contemplatieve hoger aansloeg dan het actieve, ziet hij ze hier als complementair en even belangrijk. Aangekomen bij het aardse paradijs zegt Vergilius dat zijn taak nu volbracht is en dat Dante zijn reis zonder hem moet voortzetten.

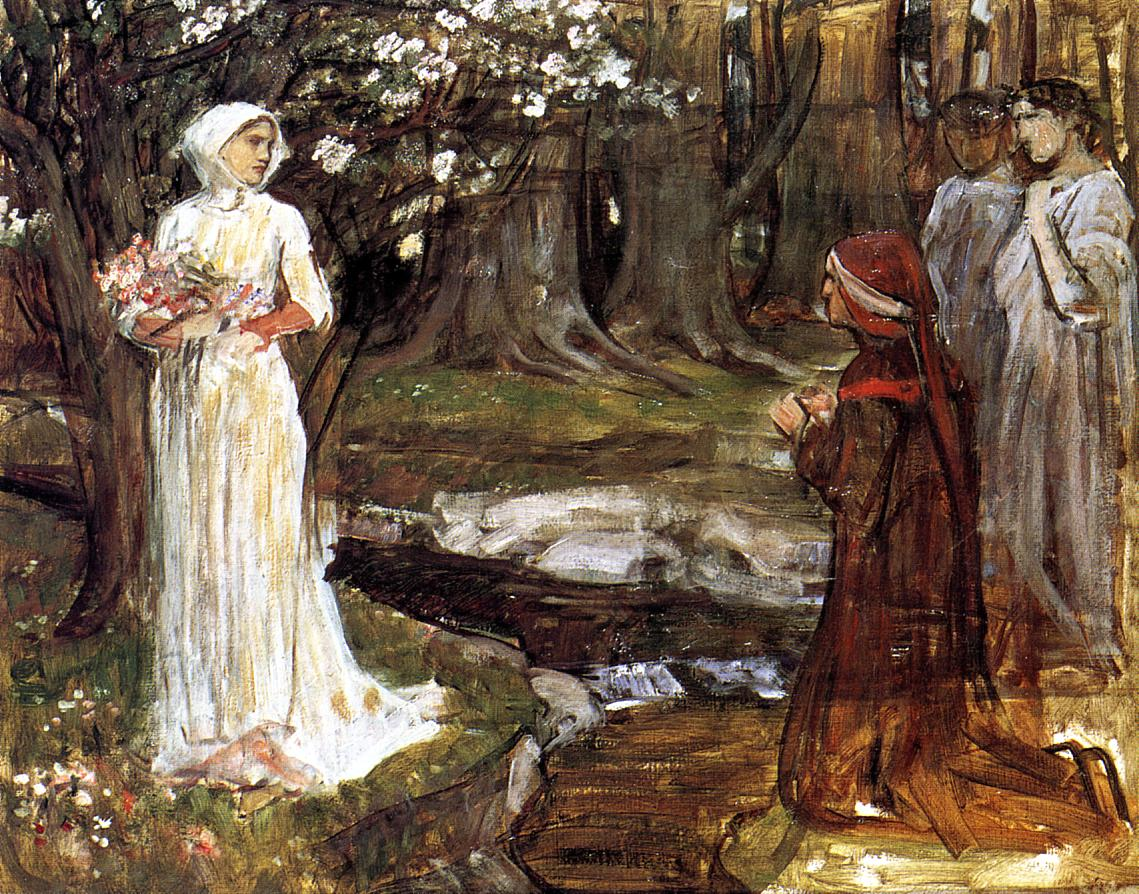
John William Waterhouse, 1914-1917, Dante en Matelda

#### Aards paradijs - de gelouterden - canti 28-33
In de tuin waar de gelouterde Dante nu terechtkomt ontmoet hij bij een rivier Matelda die hem vertelt waar hij is en hem de betekenis van de twee stromen de Lethe en de Eunoë verklaart. Dante volgt haar langs de rivier en krijgt dan een schouwspel te zien dat symbolisch zeer geladen is en waarbij uiteindelijk de gesluierde Beatrice aan hem verschijnt. Ze verwijt hem al zijn fouten en zonden in een zeer strenge berisping, maar laat hem uiteindelijk drinken van het water van de Lethe om zijn fouten te vergeten en van het water van de Eunoë om de herinnering aan het goede dat hij deed. Dan neemt ze haar sluier af en leidt Dante naar het paradijs, waar zij zijn gids zal zijn.

### Deel 3:Paradiso(Paradijs)

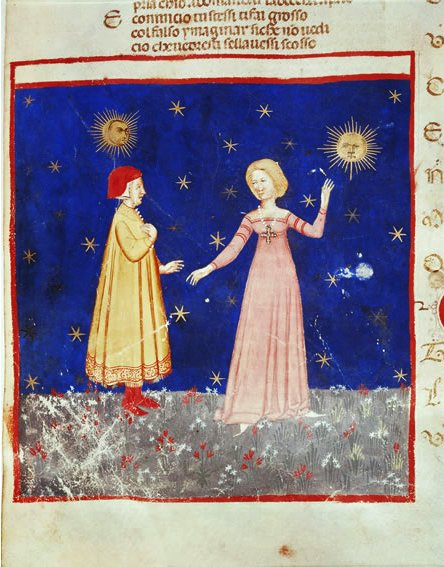
Dante en Beatrice op een miniatuur uit een handschrift van de 14e eeuw, Paradiso Canto I.

Waar Inferno politiek van thema was en Purgatorio persoonlijk, is Paradiso vooral theologisch. Dantes lichaam is tijdelijk ijl gemaakt door zijn tocht over de Louteringsberg, zodat hij vanaf het aards paradijs met Beatrice ten hemel kan stijgen. Hij passeert de dampkring en de "vuurkring", de schil van vuur die volgens Ptolemaeus de aarde omgeeft (canto 1-2). Buiten de vuurkring bevinden zich negen hemelkringen, elk bevolkt door een ander type engelen. Dit laatste idee is ontleend aan Pseudo-Dionysius De coelesti hierarchia.
In canto 3 stijgt Dante op naar de hemel van de maan, die bestierd wordt door "gewone" engelen, en ontmoet hij de eerste hemelbewoners (met uitzondering van Beatrice). In tegenstelling tot de zielen in de hel en op de louteringsberg hebben de hemelingen geen menselijke gedaante meer. Gewoonlijk verblijven zij allen in de hoogste hemel, maar ze dalen af om Dante onderweg te ontmoeten. Het gedicht gaat op dezelfde manier verder door aan elk van de hemelsferen een categorie toe te wijzen van gelukzaligen die daar thuis horen hoewel Dante zich haast om te zeggen dat ze zich normalerwijze allen in het empyreum bevinden in gedurige aanbidding van God. Ook in de hemelsferen ontmoet Dante dus diverse personen met wie hij gesprekken kan voeren.

#### De sfeer van de maan - de onstandvastigen - canti 1-4
In deze sfeer ontmoette de dichter mensen die tijdens hun leven een gelofte niet konden houden. Dante heeft hier een gesprek met de ziel van Piccardi Donati, de zus van zijn vriend Forese Donati die hij op de louteringsberg ontmoette. Piccardi was ingetreden bij de Arme klaren maar werd door haar broer Corso gedwongen het klooster te verlaten omdat hij haar wilde uithuwelijken aan Rossellino della Tosa. Eigenlijk was het dus niet Piccardi die "onstandvastig" was, maar was ze het slachtoffer van haar broers politiek. Dante verhaalt ook uit het leven van Constance dat zij hetzelfde lot onderging.

#### De sfeer vanMercurius- de ambitieuzen canti 4-8
Hier ontmoet Dante keizer Justinianus die bijna een volledig canto het woord voert. De keizer vertelt over de geschiedenis van het Romeinse rijk en figuren zoals Julius Caesar en Cleopatra komen aan bod. Hij betreurt ook de toenmalige status van Italië met de conflicten tussen Welfen en Ghibellijnen. Uit Dantes beschrijving komt de keizer naar voor als een getalenteerd spreker die eer en roem nastreefde. Beatrice heeft het in deze sfeer over de theologie rondom de menswording van Christus.

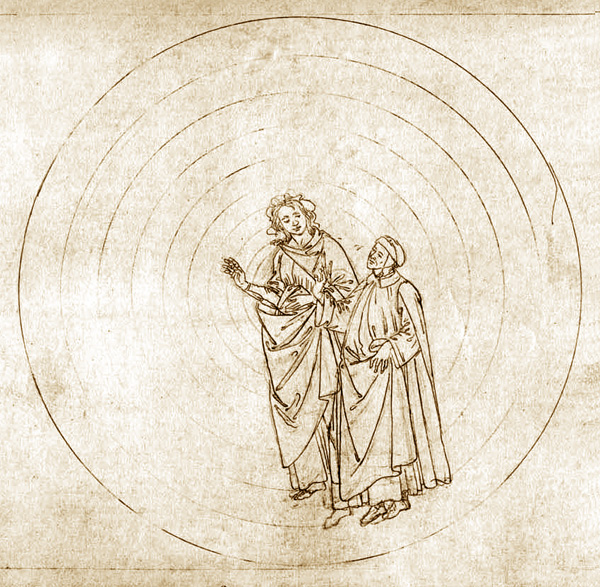
Sandro Botticelli, ca. 1485-1490, Dante in gesprek met Cunizza da Romano.

#### De sfeer vanVenus- de geliefden - canti 8-10
In de sfeer van Venus komt Karel Martel uitgebreid aan het woord. Dante zou de zoon van Karel II van Napels en Maria van Hongarije ontmoet hebben tijdens diens kort verblijf in Florence in 1294. Hieruit ontstond een hechte vriendschap. Karel citeert uit een gedicht van Dante en spreekt uitgebreid over de rol van geschiktheid die moet voorgaan over erfelijkheid bij het bepalen van de individuele talenten. Eveneens in de sfeer van Venus ontmoet Dante Cunizza da Romano, een dame voor wie de wereldse liefde geen geheimen had. Dante laat haar ook de corruptie en de slechte gang van zaken in het noordoosten van Italië aanklagen.

#### De sfeer van de zon - de wijzen - canti 10-14
In de sfeer van de zon vinden we de wijzen of de geleerden terug. Thomas van Aquino neemt het woord om een eulogie voor Franciscus van Assisi ten beste te geven en zijn eigen orde, de dominicanen, hevig te bekritiseren voor hun actuele gedrag. In het gezelschap van Thomas van Aquino bevonden zich onder meer Albertus Magnus, Zeger van Brabant, Gratianus, Petrus Lombardus, Dionysius de Areopagiet, Orosius, Isidorus van Sevilla, Beda, Richard van Sint-Victor, koning Salomon en Boëthius. Na Thomas neemt Bonaventura het woord voor zijn kring waartoe onder meer Augustinus van Hippo, Hugo van Sint-Victor, paus Johannes XXI, de profeet Natan, Anselmus van Canterbury, Johannes Chrysostomus en nog vele anderen. Bonaventura spreekt een lofrede op de heilige Dominicus uit om daarna gelijkaardig aan Thomas zijn eigen orde, de franciscanen, aan te klagen voor hun gedrag.

#### De sfeer vanMars- de soldaten van het geloof - canti 14-18
Het is niet verwonderlijk dat de strijders voor het geloof zijn terug te vinden in de sfeer van Mars, de planeet genoemd naar god van de oorlog. Dante laat hier uitgebreid zijn betovergrootvader Cacciaguida aan het woord, die het mooie verleden van Florence schildert om daarna het verval van de stad te betreuren. Cacciaguida maakt ook een 'voorspelling' over het lot van zijn nazaat, zijn komende verbanning en de harde tijden die hem te wachten staan. Om te besluiten toont Cacciaguida de zielen van een aantal beroemde strijders voor het geloof aan Dante met onder meer Jozua, Judas Makkabeüs, Karel de Grote, Roeland, Guillaume d'Orange, Godfried van Bouillon en Robert Guiscard

#### De sfeer vanJupiter- de rechtvaardige heersers canti 18-20
In de sfeer van Jupiter beelden de zielen letter per letter een Latijnse tekst uit het Boek der wijsheid, namelijk: "diligite iustitiam qui iudicatis terram" (heb gerechtigheid lief gij die oordeelt over de wereld). De laatste letter de M wordt dan geleidelijk gewijzigd in het beeld van een adelaar. De adelaar spreekt dan zijn afkeer uit voor de heersers die de gerechtigheid niet hebben gediend, waarbij de koningen en prinsen wier beleid Dante afkeurde, allemaal aan bod komen. Daarna wordt aan Dante uitgelegd dat het oog van de adelaar gevormd uit rechtvaardige geesten waarin ook zielen voorkomen van heersers die leefden voor Christus zoals koning David, Hizkia koning van Juda en Ripheus, een personage uit de Aeneis. Dante wou hiermee aantonen dat de wegen van God ondoorgrondelijk zijn en het menselijk begrip te boven gaan.

#### De sfeer vanSaturnus- de contemplatieven - canti 21-22
Voor de contemplatieven is Petrus Damiani afgedaald naar de sfeer van Saturnus om Dante te woord te staan. Hij leert Dante dat Gods wegen niet begrijpbaar zijn voor mensen, zelfs niet voor engelen. Daarna houdt hij een vurig betoog over de corruptie en hypocrisie van de toenmalige Kerk en om de stand van zaken ten tijde van Dante duidelijk te maken voert hij Petrus en Paulus op als voorbeelden van de nederigheid van de eerste christenen. Hierna verschijnt Benedictus die aan Dante de "ladder van contemplatie" toont die van de sfeer van Saturnus tot het Empyreum leidt. Benedictus verwijst hierbij naar de Jakobsladder die de aartsvader ooit in een droom zag.

#### De sfeer van de vaste sterren - de sfeer van de triomferende kerk - canti 22-27
In de sfeer van de vaste sterren wordt Dante opgewacht door Petrus, Jakobus en Johannes die hem ondervragen over de drie theologische deugden: geloof, hoop en liefde. Dante heeft hier ook nog een ontmoeting met de eerste mens, Adam verklaart aan Dante de verschillende periodes in zijn leven, waaruit blijkt dat Adam in 1300 precies 6.498 jaar oud was. Adam vertelt ook dat zijn oorspronkelijke taal al uitgestorven was in de tijd dat Nimrod de Toren van Babel bouwde, en hierbij wijkt Dante af van de stelling die hij verdedigde in de De vulgari eloquentia namelijk dat de mensen één taal spraken tot bij de bouw van de toren.

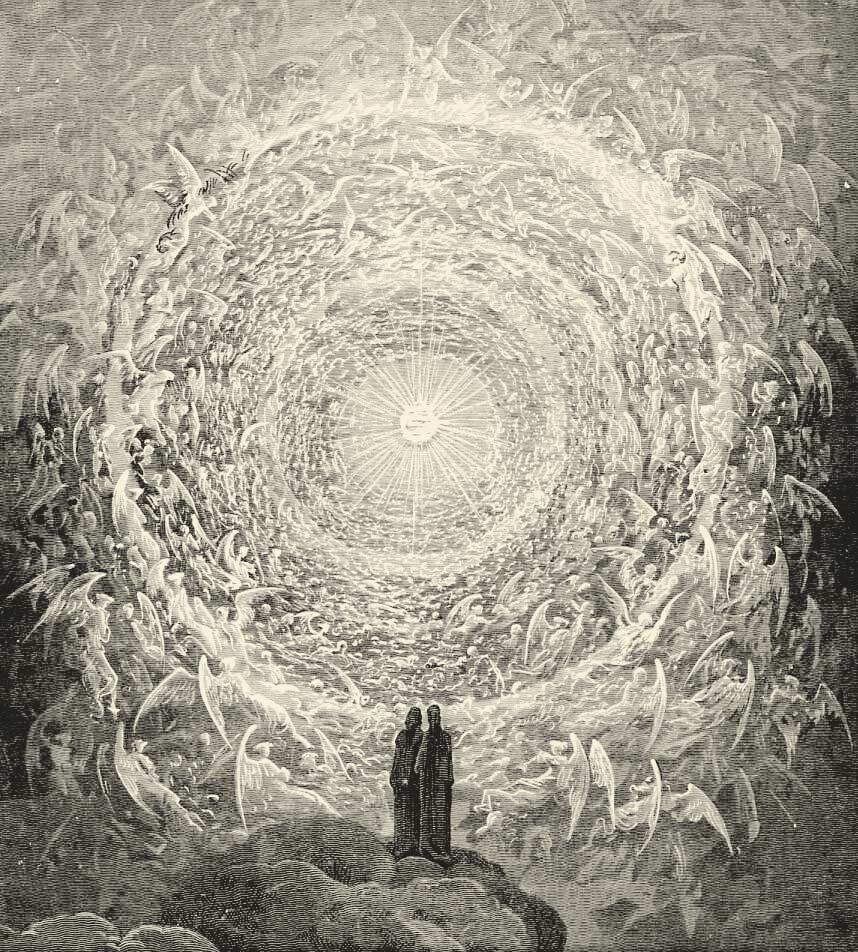
Dante en Beatrice aanschouwen het empyreum

#### Hetprimum mobileofeerste bewegende- de sfeer van de engelen - canti 27-29
Het primum mobile zorgde voor de ronddraaiende beweging van de andere sferen. Men dacht dat het primum mobile van oost naar west draaien, terwijl de andere sferen van west naar oost draaien om het evenwicht te behouden. In deze sfeer maakt Dante kennis met de negen engelenkoren. Dionysius de Areopagiet deelde de engelen in negen rangen of orden in, waarbij hij zich liet leiden door de neoplatonische filosofie, getuige de triadenstructuur van zijn hiërarchische indeling van engelen; deze indeling is algemeen geworden voor het christendom. De hoogste orde bestaat uit resp. Serafijnen, Cherubijnen en Tronen. De middelste orde wordt gevormd door Vorstendommen, Machten en Krachten. De laagste orde bestaat uit Heerschappijen, Aartsengelen en Engelen (beschermengelen).

#### Het Empyreum - canti 29-33
Hierbuiten bevindt zich het empyreum (van Gr. πυρ, pyr of pur, vuur), waarin zich God en de zielen van de deugdzamen bevinden. De zaligen zitten in een soort amfitheater in de vorm van een roos. Dantes leidsman in het empyreum is Bernard van Clairvaux. Hij ziet Maria, Jezus en uiteindelijk God zelf.

## Receptie

### Waardering
Reeds in zijn eigen tijd werd Dante door de Florentijnse bankier en chroniqueur Giovanni Villani (1276 à 1280-1348), geprezen als een groot geleerde, dichter, filosoof, wetenschapper en retoricus die zonder enige schuld, tenzij dan dat hij lid was van de verkeerde partij, uit Florence verjaagd en verbannen werd.
Questi fue grande letterato quasi in ogni scienza, tutto fosse laico, fue sommo poeta e filosofo, e rettorico perfetto tanto in dittare, versificare, come in aringa parlare, nobilissimo dicitore, in rima sommo, col più pulito e bello stile che mai fosse in nostra lingua infino al suo tempo e più innanzi.— Hij was een groot geleerde in alle wetenschappen, hoewel leek, was hij een groot poëet en filosoof, een grote redenaar zowel in het schrijven, verzen maken als in het spreken, edele dichter, het summum in poëzie met de meest gepolijste en mooiste stijl die ooit in onze taal gebruikt werd vóór zijn tijd en sindsdien.
 Villani stelt in dezelfde tekst ook dat Dante zich arrogant en minachtend gedroeg tegenover anderen, Villani schrijft “con laïci” wat men zou kunnen vertalen in “met eenvoudige mensen”.
De Divina Commedia werd zeer snel van commentaar en glossen voorzien, waarbij Dantes zonen Iacopo en Pietro een belangrijke rol speelden, maar zijn belangrijkste promotor in de veertiende eeuw in Florence was ongetwijfeld Giovanni Boccaccio, die een grote bewondering had voor Dante. In de vroege jaren 1350 schreef hij zijn Trattatello in laude di Dante een biografie (en éloge) van Dante, die naast het werk van Leonardo Bruni de Vite parallele di Dante e Petrarca, nog steeds een belangrijke informatiebron over de dichter is. In 1350 reisde hij, in opdracht van de stad Florence, naar Ravenna om aan zuster Beatrice, de dochter van Dante, in het klooster van Santo Stefano dell’Uliva een som van tien gouden florijnen te brengen als symbolische vergoeding voor de schade die de familie Alighieri geleden had. In oktober 1373 wordt hem nog een taak aangeboden door de stad. Hij moet dagelijks lezingen geven van de Divina Commedia van Dante in de kerk van San Stefano in Badia. Hij schrijft hiervoor een commentaar op het Inferno tot bij Canto XVII. Verzwakt door ziekte en bekritiseerd omdat hij de goddelijke poëzie van Dante verspilde aan het plebs stopte hij hiermee na enkele maanden in het begin van 1374.
Ook in de neoplatonistische kringen rond Lorenzo de’Medici stond Dante hoog in aanzien. Marsilio Ficino zag zijn Theologia Platonica (1482), een poging van een synthese tussen de christelijke leer en het neoplatinisme, als een filosofisch equivalent van Dantes Paradiso, hij maakte ook voor een Italiaanse vertaling van Dantes Monarchia. Cristoforo Landino, een van de leraren van Lorenzo, was een Dante-kenner en hij zorgde voor de eerste gedrukte uitgave van de Komedie in Florence.
Niettemin waren in dezelfde kringen ook kritische stemmen te horen, Paolo Cortesi bijvoorbeeld zei over het werk van Dante dat het vergelijkbaar was met een oud schilderij: de kleuren vervagen en alleen de tekening kan ons nog boeien. En de humanisten zoals Leonardo Bruni en zijn generatie waren vooral geïnteresseerd in de Latijnse cultuur en niet in de poëzie die geschreven was in de volkstaal, zij vonden dat Dante in de verkeerde taal had geschreven.
Na 1525 begint de ster van Dante te tanen en gaat men zich, onder invloed van Pietro Bembo, meer richten op het werk van Petrarca en Boccaccio als model voor een Italiaans dat het Latijn kon vervangen als algemene communicatietaal en literaire taal. Dante werd hierbij uitgesloten omdat hij alle registers van het vernaculair gebruikt had in zijn Goddelijke Komedie, van zeer hoogstaande taal tot de taal gesproken door het gewone volk, en dat was niet wat Bembo voor ogen had. Nochtans waren er nog 29 edities van de Commedia in de zestiende eeuw. Dante bleef wel populair in Florence, dat hem was gaan zien als een van de grondleggers van de Florentijnse literatuur die mede aan de basis lag van de autoriteit en hegemonie van de stad op het nationale en internationale vlak.

In de zeventiende eeuw wordt het werk maar drie keer uitgegeven en alle uitgaven zijn gedateerd voor 1630. In 1614 werd het werk trouwens op de Index librorum prohibitorum geplaatst. Maar het echte probleem is dat Dante oudmodisch geworden is zoals blijkt uit een brief die Giovan Battista Marino richt aan Tommaso Stigliani omstreeks 1614. Hij schrijft: 
Indien u van oordeel bent dat de huidige poëzie minderwaardig is en wat vroeger geschreven werd veel beter, dan heeft de natuur u een groot onrecht aangedaan door u in de huidige tijd ter wereld te laten komen in plaats van vele jaren terug, want dan had u van het gezelschap van Dante, Petrarca, Fra Guittone en de rest van die troep kunnen genieten.
 Het behoeft geen betoog dat Marino en Stigliani geen vrienden waren.
Met de opkomst van de romantiek en de daarbij horende interesse voor de middeleeuwen werd Dante van onder het stof gehaald Er werden in de negentiende en de twintigste eeuw talloze studies aan hem gewijd en tot op vandaag blijft Dante een van de meest bestudeerde schrijvers aller tijden.

Over de vele vertalingen die van zijn werk gemaakt werden zou de dichter zelf niet enthousiast geweest zijn. In zijn Convivio (I, 7-14) schreef hij het volgende over vertaling: 
Iedereen dient voor ogen te houden dat geen enkele zaak waarvan de harmonische eenheid op de band der muziek berust, van de ene taal in de andere kan overbrengen zonder dat men al haar harmonie en bekoorlijkheid verbreekt. Hierdoor komt het dat men Homerus niet uit het Grieks naar het Latijn heeft vertaald, zoals men met de andere geschriften van de Grieken wel heeft gedaan. En hierdoor komt het ook dat de verzen van het Psalterium geen enkele muzikale en harmonische charme bezitten: ze werden namelijk eerst van het Hebreeuws in het Grieks, en vervolgens uit het Grieks in het Latijn vertaald, en al bij de eerste vertaling ging hun schoonheid grotendeels verloren.
Hij is overigens niet de enige dichter die er zo over denkt. Robert Frost zei hierover: ‘Poetry is what is lost in translation.’

### Vroege uitgaves
Zijn Komedie werd op korte tijd vrij populair in gans Toscane maar ook in Florence, waar op quasi industriële schaal manuscripten werden geproduceerd met kopieën van de Goddelijke Komedie. Een bekend voorbeeld hiervan is het atelier van Francesco di ser Nardo da Barberino de producent van de groep handschriften bekend als de Danti del cento. De productie ging door tot in de vijftiende eeuw. Er zijn meer handschriften van de Divina Commedia bewaard uit de vijftiende eeuw dan uit de veertiende, en meer dan vijftig procent ervan is Florentijns. In totaal zijn er meer dan 800 manuscripten bewaard gebleven en alleen van de Bijbel zijn er meer manuscripten overgeleverd.

#### Manuscripten

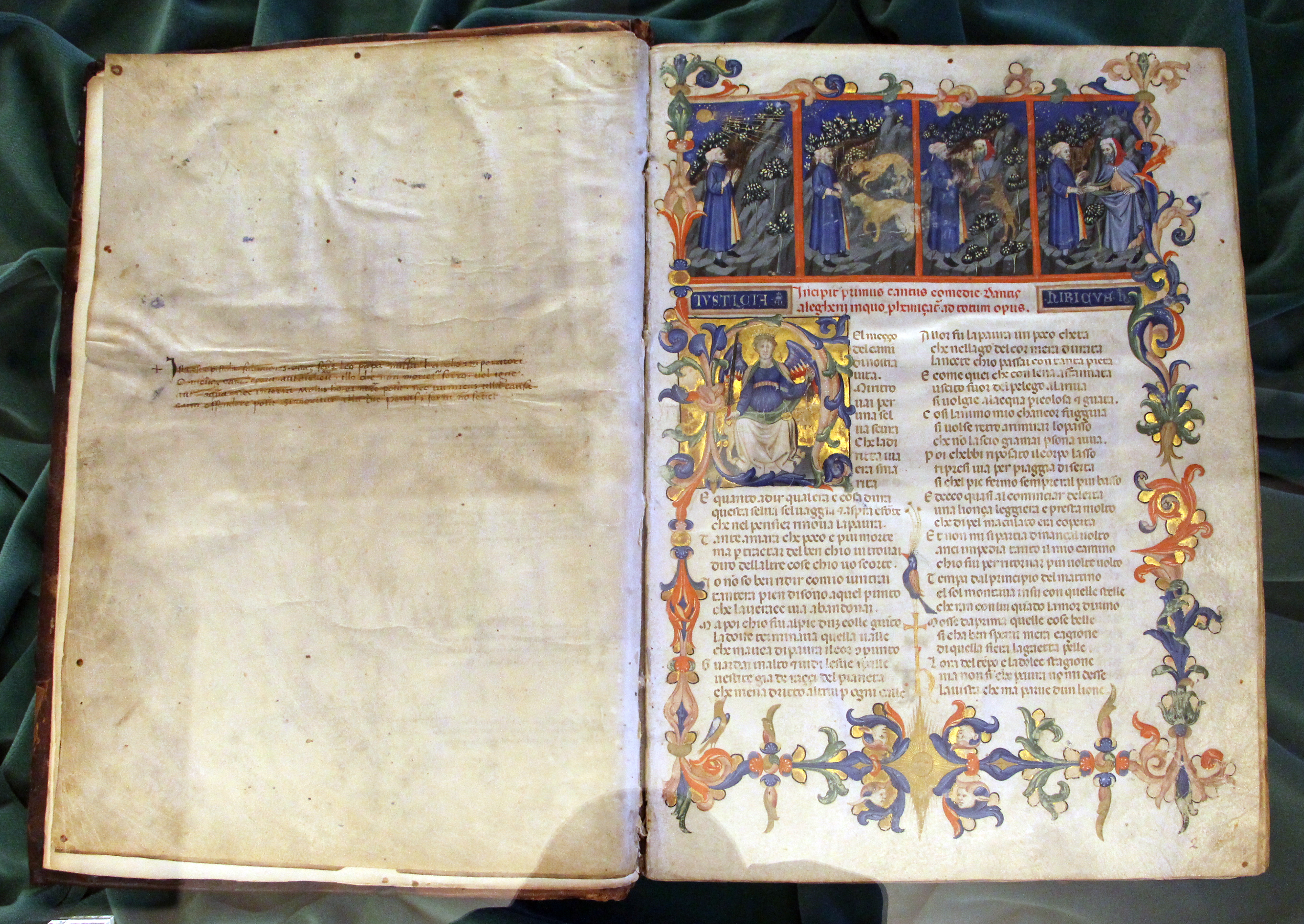
Miniatuur bij het begin van het Inferno, 14e eeuw, Biblioteca Medicea Laurenziana

Bij de vele kopieën van de Commedia zijn er talloze verluchte exemplaren. Van de in totaal meer dan 500 verluchte handschriften uit de veertiende en de vijftiende eeuw die bewaard zijn gebleven, zijn er een zestigtal met een uitgebreide narratieve cyclus. Enkele hiervan zijn opgenomen in de lijst hieronder.
- Milaan, Bibliotheca dell’Archivio Storico Civico e Trivulzina, ms. 1080, is het oudste verluchte handschrift. Het werd gemaakt in Florence in 1337.[76] Dit handschrift werd gemaakt in het atelier van Francesco di ser Nardo da Barberino
- Chantilly Musée Condé Ms 597/1424: bevat alleen het Inferno, met Latijnse commentaren van Guido di Pisa. Het werd gemaakt in de jaren 1330 in Florence voor Lucano Spinola en het bevat 55 miniaturen meestal in de bas de page.
- Egerton 843: het manuscript is afkomstig uit de bibliotheek van Parma en wordt nu bewaard in de British Library met signatuur Egerton 843. Het werd in Italië gemaakt in de eerste helft van de veertiende eeuw en bevat naast 261 miniaturen talrijke versierde initialen. De verluchting is toegeschreven aan de anonieme Meester van het Antifonarium van Padua.[77]
- Holkham 48: het manuscript was in het bezit van de graven van Leicester in Holkham Hall, Norfolk en wordt nu bewaard in de Bodleian Library als Ms. Holkham misc. 48. Het werd gemaakt in het derde kwart van de 14e eeuw in Italië (Genua ?). Het manuscript bevat 91 miniaturen in bas de page. De verluchter is onbekend.[78]
- Yates Thompson 36: handschrift van de Goddelijke komedie bewaard in de British Library met signatuur van Yates Thompson 36. De codex werd gemaakt in de 15e eeuw in Siena tussen 1444 en 1450. Hij was ooit in het bezit van Alfons V van Aragón, koning van Aragón, Napels en Sicilië. Het boek bevat 110 grote miniaturen. Voor het Inferno en Purgatorio werden ze geschilderd door Priamo della Quercia, de miniaturen bij het Paradiso zijn van de hand van Giovanni di Paolo.[79]

#### Incunabels

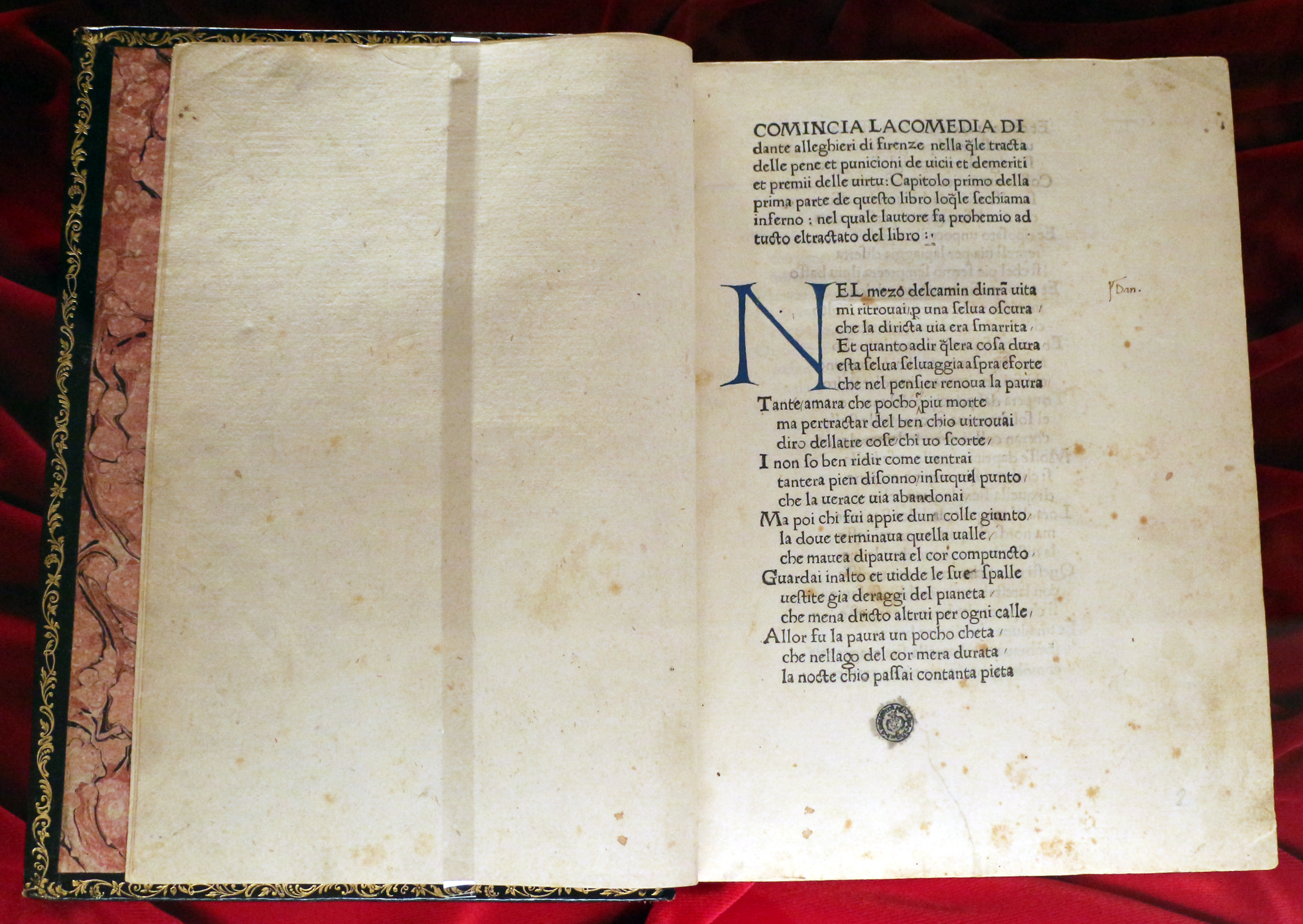
De editio princeps gedrukt in Foligno op 11 april 1472

Ook bij de opkomende drukkers werd het werk snel populair. De editio princeps werd gedrukt in Foligno op 11 april 1472 door Johann Neumeister. Ze werd al snel gevolgd door uitgaven in Mantua (1472), Venetië (1472, 1477, 1478), Napels (1477) en Milaan(1477-1478). In Florence werd het werk van Dante, met commentaar van Christophorus Landinus voor het eerst gedrukt op 30 augustus 1481 bij Nicolaus Laurentii en Alamanus In de periode tussen 1472 en 1497 zijn er in Italië vijftien uitgaves van het werk geweest namelijk:
- Foligno: Johann Neumeister en Evangelista, 11 april 1472
- Mantua: Georgius de Augusta en Paulus de Butzbach, voor Columbinus Veronensis, 1472
- Venetië(?): Federicus de Comitibus, Veronensis, 18 juli 1472
- Napels: onbekende drukker, 12 april 1477
- Napels: Francesco del Tuppo, rond 1478 uitg.: C. Lucius Laelius
- Venetië: Filippo di Pietro, voor 6 mei 1478 commentaar: Jacopo della Lana, uitg.: Christofal Berardi.
- Venetië: Vindelinus de Spira, 1477, commentaar: Jacopo della Lana en Martino Paolo Nidobeato, uitg.: Martino Paolo Nidobeato en Guido Terzagus.
- Milaan: Ludovicus and Albertus Pedemontani, voor Guido Terzagus, 1477-78, commentaar: Christophorus Landinus
- Florence: Nicolaus Laurentii, Alamanus, 30 augustus 1481, commentaar: Christophorus Landinus
- Venetië: Octavianus Scotus, 23 maart 1484, commentaar: Christophorus Landinus
- Brescia: Boninus de Boninis, de Ragusia, 31 mei 1487, commentaar: Christophorus Landinus
- Venetië: Bernardinus Benalius and Matteo Capcasa (di Codeca), 3 maart 1491, commentaar: Christophorus Landinus. uitg.: Piero da Figino.
- Venetië: Petrus de Plasiis, Cremonensis, 18 november 1491, commentaar: Christophorus Landinus. uitg.: Piero da Figino
- Venetië: Matteo Capcasa (di Codeca), 29 november 1493, commentaar: Christophorus Landinus, uitg.: Piero Mazzanti.
- Venetië: Petrus de Quarengiis, Bergomensis, 11 oktober. 1497

## DeDivina Commediain de kunst

### Boekillustratie
Sandro Botticelli
Naast de schetsen en tekeningen die Sandro Botticelli maakte voor de gravures van Baccio Baldini in de eerste uitgave van de Komedie in Florence in 1481, illustreerde hij tussen 1490 en 1496 de Komedie voor Lorenzo di Pierfrancesco dei Medici. Hij zou hiervoor een afbeelding maken bij elk canto. Het werk werd nooit beëindigd, maar 92 van deze tekeningen zijn bewaard gebleven in verschillende stadia van afwerking. De meeste tekeningen zijn volledig uitgewerkt maar er zijn er slechts enkele ingekleurd.
Gustave Doré
Tussen 1882 en 1883 creëerde Gustave Doré zijn illustraties bij de Commedia, die zo bekend werden dat ze tot op vandaag met het werk van de dichter geassocieerd blijven als de standaardillustraties. Zijn illustraties voor het werk van Dante waren de eerste in een reeks van de “meesterwerken van de literatuur”. De artiest vond geen uitgever die het risico van een dure uitgave in het geplande folio-formaat wou nemen en publiceerde in 1861 het eerste deel van het boek, het Inferno, dan maar voor eigen rekening. Het was een eclatant succes, wat de uitgeverij Hachette ervan overtuigde om de uitgave van het Purgatorio en het Paradiso op zich te nemen. Sinds de eerste uitgave zijn er nog een tweehonderdtal gevolgd.
Salvador Dali
Voor de viering van de 700ste verjaardag van de geboorte van Dante kreeg Salvador Dali in 1951 van de Italiaanse regering, de opdracht om een reeks illustraties bij de Divina Commedia te maken. Het werk van honderd aquarellen moest klaar zijn tegen 1965. De overeenkomst werd geannuleerd onder druk van de Italiaanse publieke opinie, die het niet zag zitten dat een Spanjaard hun literair patrimonium onder handen zou nemen. Dali werkte echter verder aan de reeks en in 1954 werden de 101 aquarellen tentoongesteld in Rome in de Galleria Pallavicini. Op basis van zijn tekeningen werden meer dan 3500 houtblokken gesneden voor de publicatie van het werk als gekleurde houtsneden.
Diverse
Naast deze drie bekende reeksen zijn er nog tientallen andere kunstenaars die het meesterwerk van Dante illustreerden waarvan hierbij een kleine selectie.
- John Flaxman 1755-1826. Maakte in 1796 een reeks van 110 tekeningen als illustratie bij de Goddelijke komedie voor de privé verzameling van Thomas Hope. Het werk werd pas in 1803 gepubliceerd.[85][86]
- William Blake, 1824-1827.[87] In opdracht van John Linnell begon Blake aan de illustratie van de Komedie in 1824. Bij zijn dood in 1827 bleef een gedeelte van de tekeningen onafgewerkt achter, andere waren al uitgewerkt tot aquarel.
- Francesco Scaramuzza 1803-1886, illustreerde de Commedia met een serie van 243 grote tekeningen.
- Yan’ Dargent (of Jean-Edouard Dargent), 1824-1899. La Divine Comédie gepubliceerd door Garnier in 1879.[88]
- Franz von Bayros 1866- 1924. De illustrator was bekend voor zijn voorkeur voor erotische boeken. Hij illustreerde een versie van de Komedie die in Wenen werd uitgegeven in 1921.
- Amos Nattini 1892 – 1985. De artiest werd in 1921 geselecteerd om een nieuwe uitgave van Dantes Commedia te illustreren ter gelegenheid van de zeshonderdste verjaardag van diens overlijden. Nattini besteedde er de volgende twintig jaar aan.[89]
- Alberto Martini 1876-1954. Hij nam in 1901 deel aan een wedstrijd georganiseerd door de Fratelli Alinari maar werd niet geselecteerd. In 1922 en 1944 maakte hij nog twee andere reeksen van illustraties zodat hij in totaal 300 werken maakte in de meest diverse stijlen.
- Leonard Baskin 1922-2000. Baskin werkte in een figuratieve, traditionele klassieke stijl. Hij illustreerde de komedie voor een uitgave door Grossman, New York in 1969.
- Moebius (Jean Giraud) 1938 – 2012, de beroemde striptekenaar, verzorgde een uitgave Il paradiso di Moebius in 1999 bij Nuages Gallery in Milaan
- Lorenzo Mattotti (*1954) publiceerde naast Moebius l’Inferno di Morenzo Matotti in 1999 bij Nuages Gallery in Milaan
- Milton Glaser (*1929) was de derde partner in de uitgave van 1999 door Nuages Gallery in Milaan, hij verzorgde Il Purgatorio di Milton Glaser.

### Schilderkunst

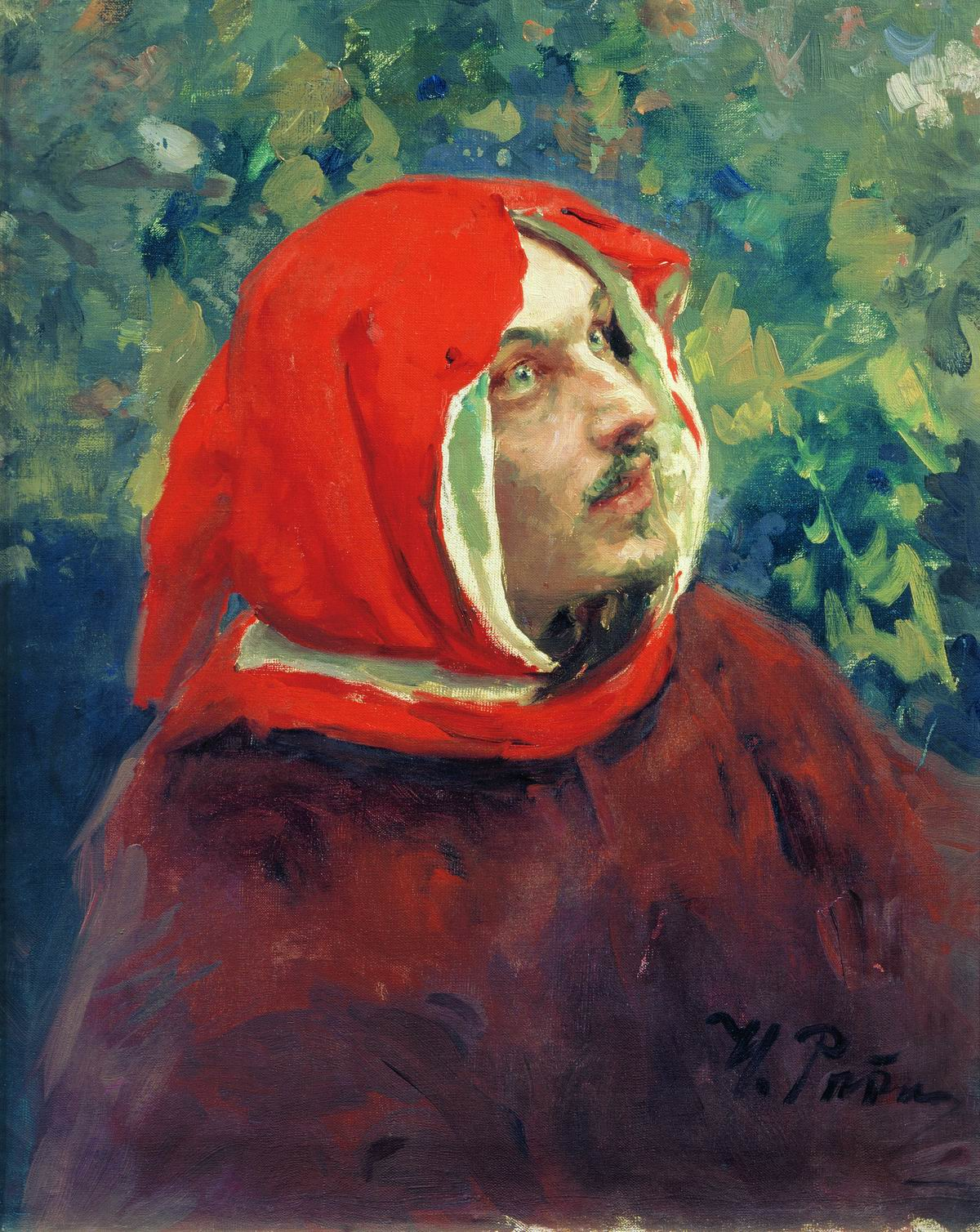
Ilja Jefimovitsj Repin, 1897, portret van Dante

Er zijn van in de renaissance tot op vandaag tientallen schilders geweest die Dante of canti uit zijn Goddelijke komedie geschilderd hebben. Een greep uit de uitgebreide collectie vindt men hieronder.
- Giotto di Bondone ca. 1335, fresco in de Podesta kapel (of Capella della Maddalena) van het Palazzo del Bargello, Florence
- Andrea del Castagno, ca. 1450, fresco overgebracht op hout, Galleria degli Uffizi, Florence. Origineel in de serie van beroemde mannen en vrouwen in de loggia van de Villa Carducci Pandalfini in Legnaia.
- Domenico de Michelino, 1465, Portret van Dante staande voor Florence, Santa Maria del Fiore (dom van Florence)
- Sandro Botticelli, 1495, Portret van Dante
- Luca Signorelli, 1499-1503, fresco met een portret van Dante in de San Bricio kapel van de Dom van Orvieto. In de fresco’s die hij in de dom van Orvieto schilderde zijn ook talrijke scènes uit het Purgatorium afgebeeld in grisaille.
- Sanzio Raffaello, 1509-1511, Dante tussen de personages op de fresco’s La Disputa en de Parnassus in de Stanza della Segnatura in het Vaticaan.
- Eugène Delacroix, 1822, De bark van Dante, Musée du Louvre
- Domenico Petarlini, ca. 1860, Dante in esilio (Dante in ballingschap), Palazzo Pitti, Florence
- Dante Gabriel Rossetti, 1860, Dantis Amor, origineel geschilderd op een deurpaneel in Red House, Bexleyheath, een huis gebouwd voor Wiliam Morris en zijn bruid Jane.
- Ilja Jefimovitsj Repin, 1897, portret van Dante, State Unified Art Museum, Kostrona
- Valery Kharitonov, 1987, De Waardelozen, het voorgeborchte van de hel.

### Beeldhouwkunst

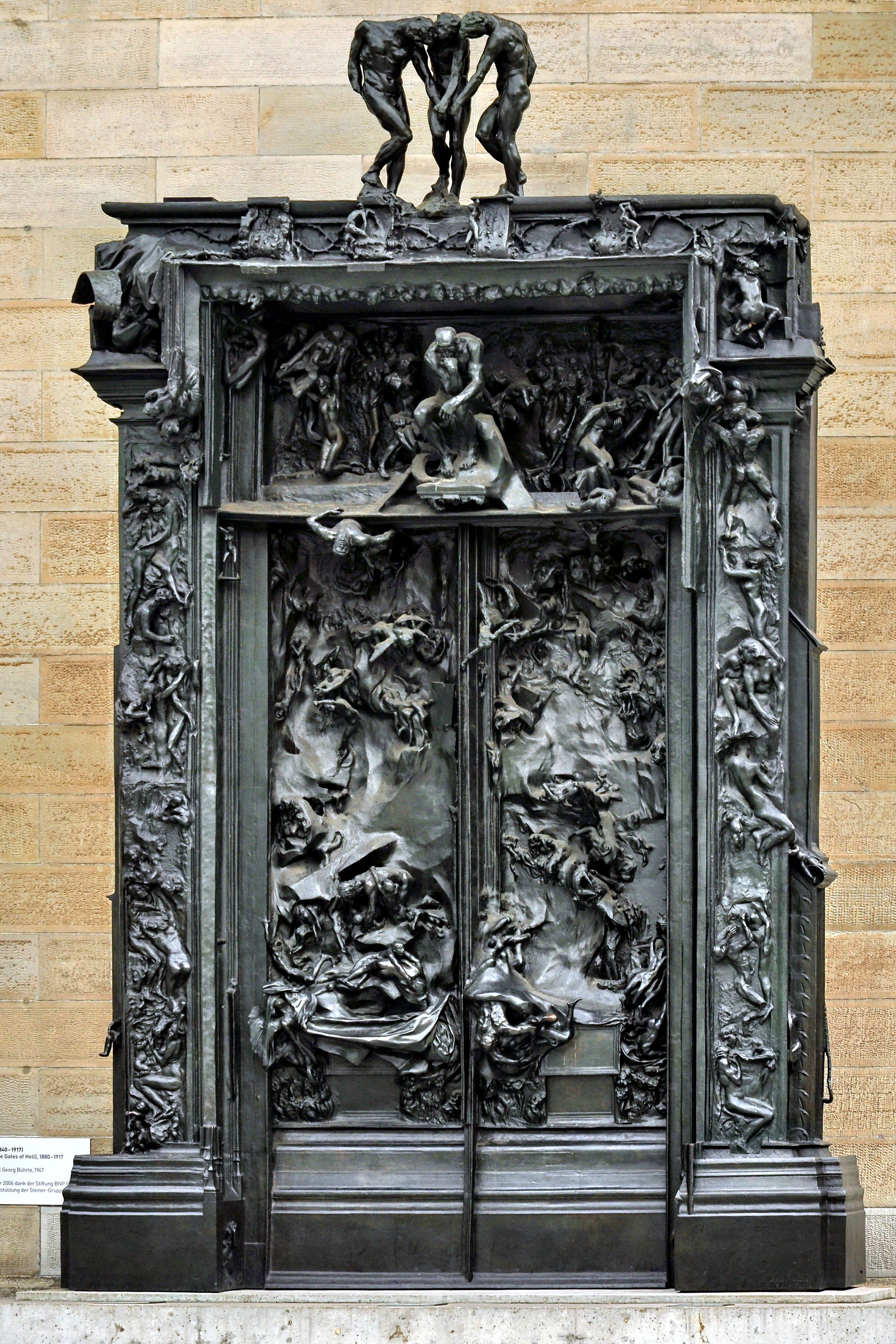
La Porte de l'Enfer, in het Kunsthaus in Zürich.

Het meest bekende beeldhouwwerk dat geïnspireerd is op de Commedia is het bronzen portaal voor het nieuwe Musée des Arts Décoratif in Parijs, waarvoor Auguste Rodin in 1880 de opdracht kreeg en dat de hellepoort zou voorstellen. Rodin werkte gedurende zes jaar aan het model en creëerde meer dan 200 beelden ervoor, maar het museumproject had vertraging en in 1889 werd de opdracht geannuleerd. Rodin werkte zijn ganse leven verder aan dit monumentale project en verschillende van zijn individuele werken onder meer De Denker en De Kus werden voor de Porte de l'Enfer ontworpen. De Denker zou een afbeelding van Dante zelf zijn, de kus stelt het (overspelige) paar Paolo en Francesca. In 1917, twee jaar na zijn dood werden een aantal exemplaren in Brons gegoten. Een origineel gipsen exemplaar bevindt zich nu in het Musée d'Orsay in Parijs.

### Muziek
Ook in de muziek zijn talrijke werken aan Dantes meesterwerk gewijd. Een aantal werken vindt men hieronder.

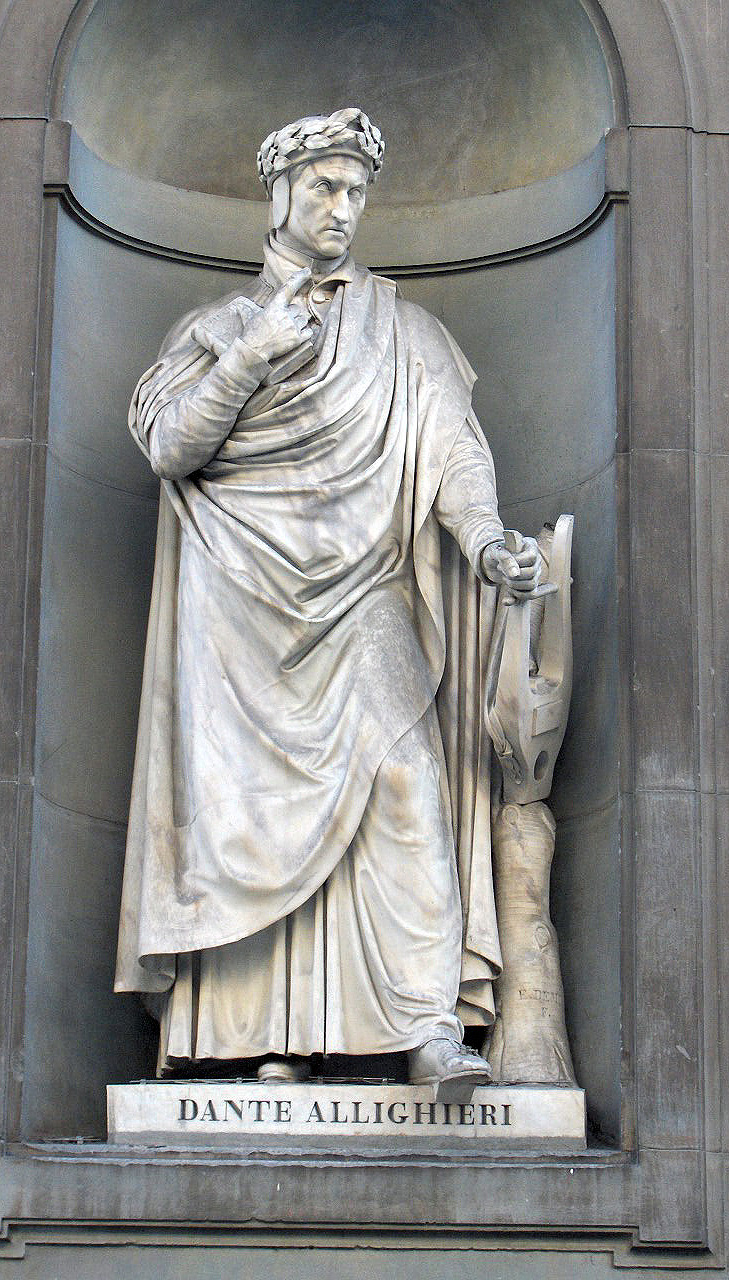
Standbeeld van Dante, Uffizi, Florence

- Saverio Mercadante – 1830 – Francesca da Rimini, opera
- Franz Liszt – 1857 – Dante-Symfonie (S.109)
- Pjotr Iljitsj Tsjaikovski – 1876 – Francesca da Rimini, symfonisch gedicht
- Paul Gilson – 1892 – Francesca da Rimini, oratorium
- Granville Bantock – 1901 – Dante and Beatrice, symfonisch gedicht; 1920 –; The Sea Reivers voor orkest; Dante, symfonisch gedicht nr. 2
- Sergej Rachmaninov – 1906 – Francesca da Rimini, opera
- Enrique Granados – 1907 – Dante, symfonisch gedicht
- Conrado Del Campo – 1908 – La divina commedia – El infierno, symfonisch gedicht
- Riccardo Zandonai – 1912 – Francesca da Rimini, opera
- Roberto Mancinelli – 1913 – Paolo e Francesca, opera
- Paul Von Klenau – 1913 – Paolo und Francesca, symphonische Fantasie, en Dante-Symphonie, symfonie nr. 4
- Giacomo Puccini – 1918 – Gianni Schicchi, opera
- Jenó Hubay – 1921 – Dante-Symfonie, Vita nuova op. 118
- Charles Wuorinen – 1993 – Dante Trilogie, ballet
- Loreena McKennitt – 1997 – Dante's Prayer op het album The book of Secrets (1997)
- Zbigniew Preisner – 1997 – Van Den Budenmayer En Mi Mineur (Version 1798), liedtekst is een deel uit Inferno. Filmmuziek bij La Double Vie de Véronique van Kiéslowski
- Patrick Cassidy – 2001 – Vide Cor Meum, Gebaseerd op A ciascun'alma presa
- Tangerine Dream – 2002 – Drie muziekalbums met elektronische muziek (Inferno, Purgatorio 2004, Paradiso 2006)
- Paul van Gulick – 2003 – Paradisal Journeys, 21 Canto's voor koor, gebaseerd op Paradiso
- Sepultura – 2006 – Dante XXI, thrashmetal
- Louis Andriessen – 2008 – La Commedia, opera
- Iced Earth – 2011 – Dante's Inferno, heavy metal
- Alesana – 2011 – het album A place where the sun is silent
- zie ook verwijzingen naar De goddelijke komedie

## Nederlandse vertalingen
- A.S. Kok 1864
- De Komedie, 'De Hel, Het Vagevuur en Het Paradijs', vertaling door Dr. Jan Conrad Hacke van Mijnden. Het laatste deel kwam uit in 1873. Een vertaling op rijm, in terzinen en met metrum. Door hem in privé uitgegeven in 100 exemplaren per boek. De boeken zijn geïllustreerd met pentekeningen van Gustave Doré.
- U.W. Thoden van Velzen 1874
- De goddelijke komedie, 'De Hel' (1874), vertaling van Mr. Joan Bohl.
- De goddelijke komedie, 'De Hel' (1876), vertaling van J.J.L. ten Kate
- De goddelijke komedie, 'Het Vagevuur' (1880), vertaling van Mr. Joan Bohl.
- De goddelijke komedie, 'Het Paradijs' (1884), vertaling van Mr. Joan Bohl.
- Het goddelijk spel van Dante Alighieri (1885-1887), vertaling van Placide Bernardus Haghebaert O.P.. Deze Vlaamse vertaling verscheen als artikelenreeks in het weekblad Rond den Heerd tussen 1885 en 1887.
- Het goddelijk spel van Dante Alighieri (1901), vertaling van Placide Bernardus Haghebaert O.P., met noten in boekvorm.
- De goddelijke comedie (1906-1908), vertaling van J.K. Rensburg, met noten en pentekeningen van Gustave Doré.
- Dante's Hel (1907), Louteringsberg (1909), Paradijs (1910), vertaling van H.J. Boeken
- De goddelijke komedie, 'De Hel' (1908), vertaling van M.C. Loman.
- A.J.H. van Delft 1920-1921
- De goddelijke komedie (1923), vertaling van Albert Verwey.
- Dante's goddelike komedie (1930), vertaling van Christinus Kops O.F.M. Vertaling met behoud van metrum, waar mogelijk ook rijm. Met noten.
- De goddelijke komedie (1932), vertaald door Betsy van Oyen-Zeeman met een inleiding van B.H. Molkenboer, O.P.
- Divina Commedia, tweetalige editie Italiaans-Nederlands, 3 delen (1940), vertaling van Frederica Bremer - De Hel, De Louteringsberg, Het Paradijs
- De goddelijke komedie (1947), vertaling van Placide Bernardus Haghebaert O.P., herwerking door Rob Antonissen, met inleiding en noten.
- De goddelijke komedie (1987), vertaling Frans van Dooren. Verhalend (proza), met noten.
- Mijn komedie: Hel (1999), vertaald, geannoteerd en ingeleid door Jacques Janssen.
- De goddelijke komedie (2000), vertaling van Ike Cialona en Peter Verstegen (Athenaeum-Polak & Van Gennep). Een vertaling op rijm, met behoud van metrum. Geen elisie (niet: d'oude), vrijwel geen inversies (omkering van object-subject). Met overname van commentaren uit een groot aantal bronnen, en de oorspronkelijke Italiaanse tekst. Alle pentekeningen van Gustave Doré. Een eerste druk verscheen in 2000, precies 700 jaar na de periode waarin het verhaal zich afspeelt (de Goede week van 1300).
- De Goddelijke Komedie (2005), vertaald en geannoteerd door Rob Brouwer, inleiding van Ronald de Rooy (Primavera Pers).
- Dantes goddelijke komedie: de hel (2021), vertaald door Lies Lavrijsen, geïllustreerd door Sophie Pluim (Blossom Books). In deze bewerking is de profeet Mohammed uit de vertelling geschrapt. Dit om te voorkomen dat het boek voor moslims „onnodig kwetsend zou kunnen zijn”, aldus uitgeverij Blossom Books.[91][92]
- De goddelijke komedie (2021), vertaald, ingeleid en geannoteerd door Herman Jansen (Uitgeverij IJzer)
- De goddelijke komedie: De hel (2025), vertaald door Jules Grandgagnage[93]